# Bataille de Poltava
Grande guerre du Nord
Batailles
- Riga I
- Narva I
- Daugava
- Rauge
- Erastfer
- Kliszów
- Hummelshof
- Nöteborg
- Saladen
- Pułtusk
- Jēkabpils
- Narva II
- Poznań
- Punitz
- Gemauerthof
- Varsovie
- Hrodna
- Fraustadt
- Kletsk
- Kalisz
- Holowczyn
- Malatitze
- Lesnaya
- Poltava
- Perevolochna
- Helsingborg
- Viborg
- Riga II
- Baie de Køge
- Fladestrand
- Gadebusch
- Bender
- Pälkäne
- Storkyro
- Hangö Oud
- Fehmarn Bält
- Rügen
- Kristiania (Oslo)
- Stralsund
- Dynekilen
- Osel
- Stäket
- Grengam

La bataille de Poltava (ou Pultawa) oppose le 27 juin 1709 (8 juillet dans le calendrier grégorien), dans le cadre de la grande guerre du Nord, l'armée de Pierre Ier de Russie et celle de Charles XII de Suède, soutenue par quelques cosaques de l'hetman Ivan Mazepa.
L'armée russe remporte une victoire décisive qui fait perdre à la Suède son rang de grande puissance militaire.

## Contexte

### La grande guerre du Nord

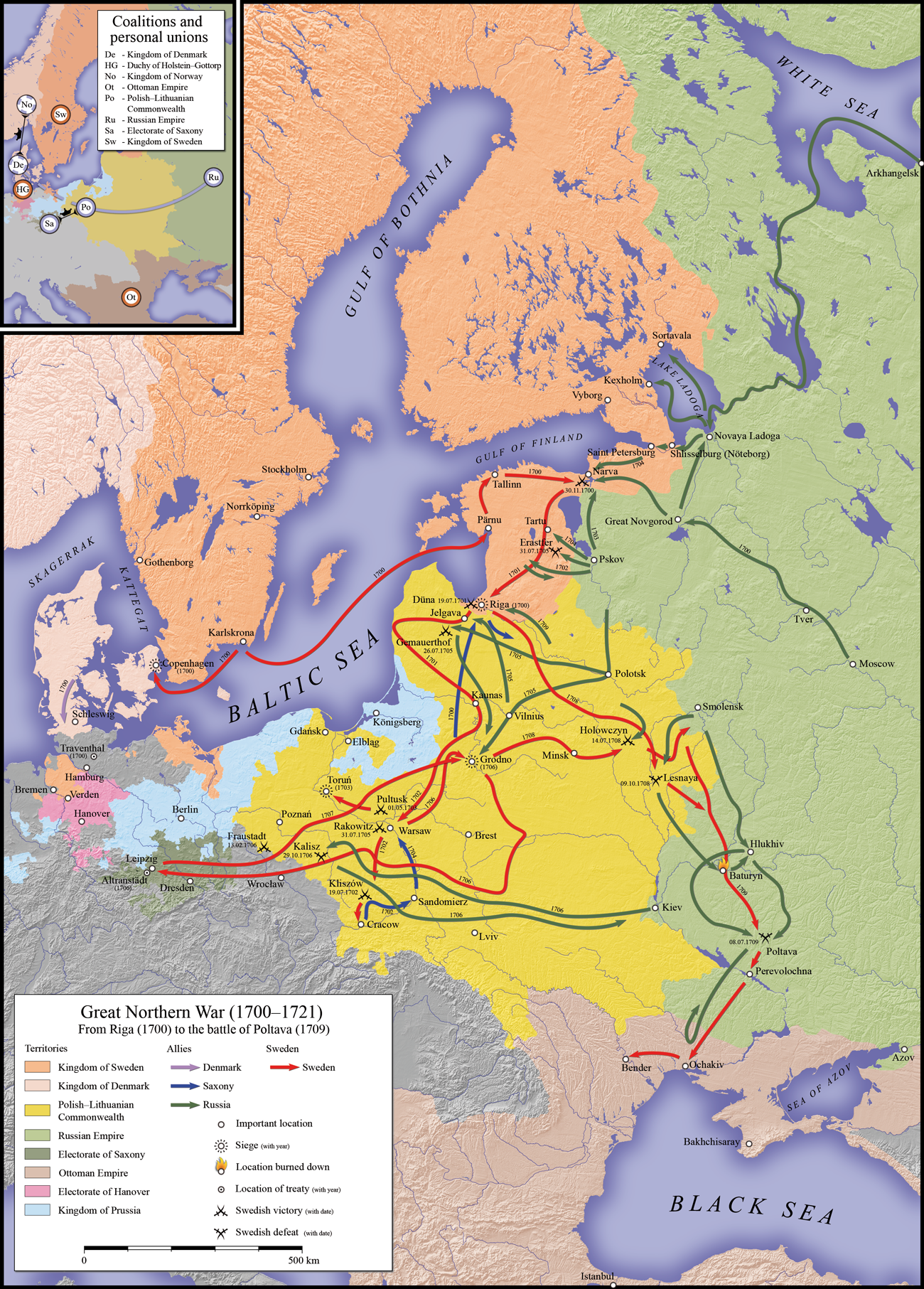
Les premières campagnes de la grande guerre du Nord (1700-1709).

Le 12 février 1700, les troupes saxonnes d'Auguste II, électeur de Saxe et roi de Pologne, franchissent la Daugava et viennent assiéger la ville de Riga, en Livonie suédoise. Ce premier siège de Riga marque le début de la grande guerre du Nord. Au même moment, Frédéric IV, roi du Danemark, envoie une armée envahir le duché de Holstein-Gottorp, allié de longue date de la Suède. Le tsarat de Russie reste neutre jusqu'à la fin de l'été, mais au mois de septembre, le tsar Pierre Ier envahit l'Ingrie suédoise et assiège la ville de Narva. Ces trois princes ont conclu une alliance secrète dirigée contre la Suède pour l'attaquer sur trois fronts afin de récupérer les territoires perdus lors de précédents conflits contre l'empire suédois,.
Le roi de Suède Charles XII commence par éliminer la menace danoise en débarquant à Humlebæk, sur l'île de Seeland, le 25 juillet 1700. Il contraint Frédéric IV à se retirer du conflit par la paix de Travendal, signée le 18 août,. Les Russes doivent ensuite évacuer l'Ingrie après leur défaite catastrophique à la bataille de Narva, le 20 novembre. L'année suivante, Charles XII écrase les troupes saxonnes, polonaises et russes à la bataille de Daugava le 9 juillet, puis il envahit la Pologne afin de détrôner Auguste II. Les défaites saxonnes à Kliszów, Pułtusk et Toruń aboutissent à la déposition d'Auguste II par la Confédération de Varsovie, ce qui permet à Charles XII de faire élire à sa place Stanislas Leszczynski.
Tandis que Charles XII affronte les Saxons et les Polonais, Pierre Ier réorganise ses troupes et reprend l'offensive en Ingrie et en Livonie. Les Russes remportent plusieurs victoires à Errastfer, Hummelshof et Nöteborg. En 1703, ils prennent le contrôle de l'Ingrie et de la forteresse suédoise de Nyenskans où le tsar fonde la ville de Saint-Pétersbourg. Il s'empare encore de Tartu et de Narva, mais l'armée de Courlande du général Adam Ludwig Lewenhaupt parvient à interrompre l'avancée russe grâce aux victoires de Saladen, Jakobstadt et Gemauerthof.
Entre 1704 et 1706, la Pologne est le théâtre d'une lutte russo-suédoise dans laquelle Pierre Ier s'efforce de rétablir Auguste II sur le trône. Les victoires suédoises à Varsovie, Hrodna (en), Fraustadt et Kletsk (en) permettent à Charles XII de repousser les troupes russes hors de Pologne. Ses armées envahissent ensuite la Saxe et contraignent Auguste II à signer le traité d'Altranstädt, le 24 septembre 1706, par lequel il reconnaît Stanislas Leszczynski comme roi de Pologne. Les troupes de Charles XII restent stationnées en Saxe durant l'année qui suit en préparation d'une grande campagne contre la Russie.

### La campagne suédoise contre la Russie
Charles XII quitte la Saxe en août 1707 à la tête d'une armée bien équipée d'environ 33 000 hommes, principalement des nouvelles recrues. La Suède et ses provinces baltiques restent défendues par environ 65 000 hommes. Le roi laisse 8 000 soldats en Pologne sous la direction du major général Ernst Detlof von Krassow (en) pour appuyer Stanislas. Ils sont censés rejoindre l'armée suédoise l'année suivante, accompagnés de renforts recrutés en Pologne. Charles XII ne révèle à personne ses plans, pas même à son bras droit, le feld-maréchal Carl Gustav Rehnskiöld. Ses troupes prennent la direction de Moscou, où Pierre Ier rassemble ses forces. En comptant ses troupes irrégulières, le tsar dispose d'environ 100 000 hommes stationnés en Pologne, en Ingrie, en Livonie et en Petite Russie,. Charles XII ordonne au général Lewenhaupt de rejoindre son armée dans sa marche sur Moscou. Son armée de Courlande, forte de 12 000 hommes, est aussi chargée de rassembler de quoi approvisionner l'armée principale. En attendant de faire sa jonction avec Lewenhaupt, l'armée royale progresse lentement en direction de la frontière russe. Plus tard dans l'année, l'avant-garde suédoise tombe sur une armée russe en traversant la Vabič près de la ville de Holowczyn. La bataille d'Holowczyn, le 4 juillet 1708, dure huit heures et se solde par un succès suédois face aux troupes russes menées par Boris Cheremetiev et Alexandre Menchikov. En dépit de leur victoire, les Suédois ne retirent aucun avantage stratégique de cet affrontement, car leurs adversaires ne subissent qu'un nombre limité de pertes,.

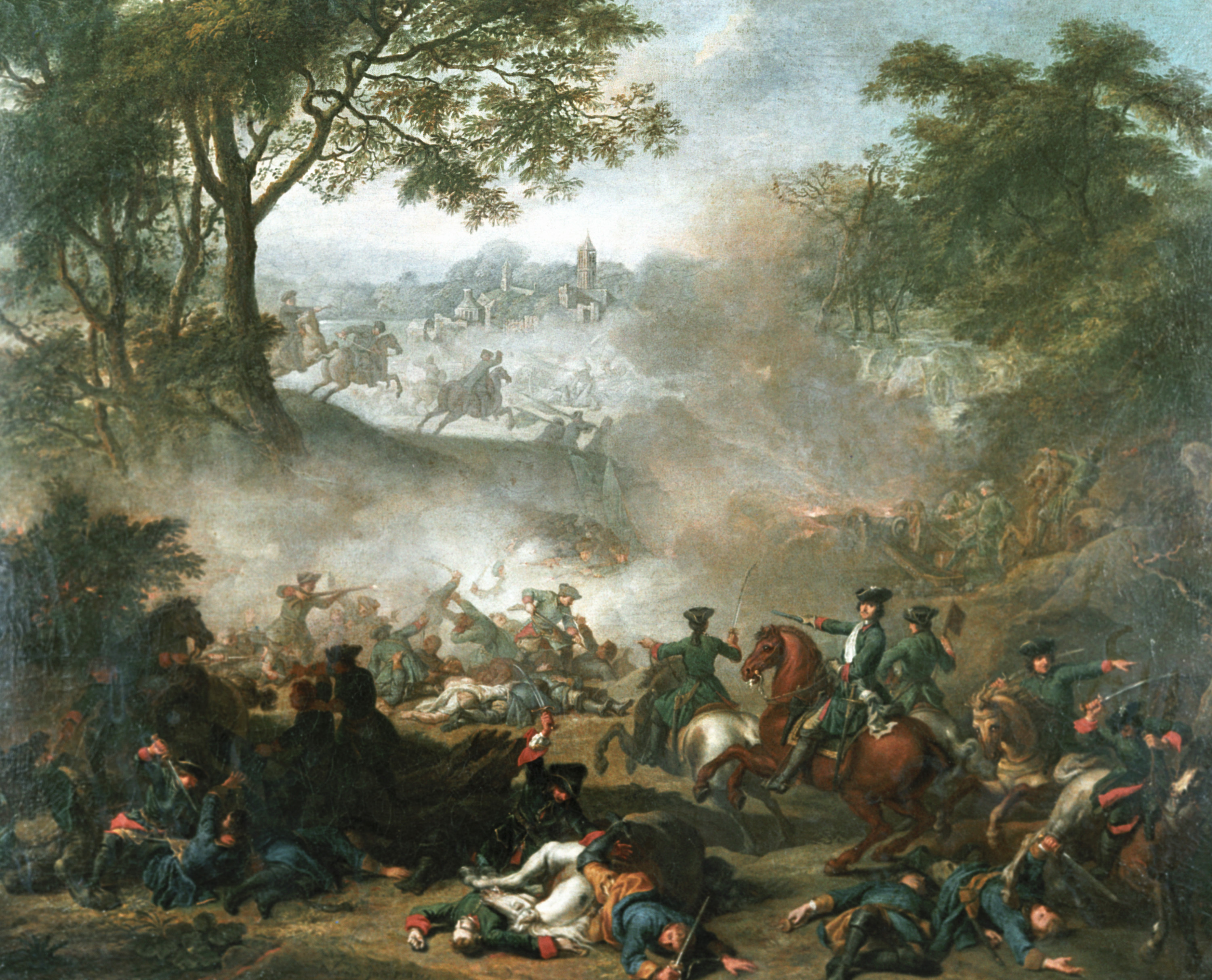
La bataille de Lesnaya par Jean-Marc Nattier (1717).

L'armée suédoise passe les neuf mois qui suivent dans la région de Mahiliow à attendre les renforts de Lewenhaupt. Ce dernier est intercepté par une armée russe de 30 000 hommes dirigée par le tsar en personne. La bataille de Lesnaya, le 29 septembre, demeure indécise, les deux camps subissant de lourdes pertes. Lewenhaupt ordonne d'incendier la caravane de ravitaillement pour éviter qu'elle ne tombe aux mains des Russes et poursuit sa marche pour rejoindre l'armée royale. Il y parvient le 23 octobre, mais avec seulement 6 500 hommes et sans les provisions qu'il était censé apporter,. Le ravitaillement vient à manquer, d'autant que Pierre Ier pratique la politique de la terre brûlée pour empêcher les Suédois de vivre sur le pays. Le roi décide, après avoir délibéré avec Rehnskiöld, le chancelier Carl Piper et le quartier-maître général Axel Gyllenkrok, de prendre la direction du sud et de la Sévérie, où l'armée doit passer l'hiver, se réapprovisionner et recevoir des renforts grâce à l'alliance entre Charles XII et le hetman cosaque Ivan Mazepa,.
En apprenant le ralliement de Mazepa aux Suédois, Pierre Ier envoie Menchikov en campagne punitive contre les cosaques. Il s'empare de leur capitale Batouryn qui est incendiée et les fidèles de Mazepa sont massacrés. Les cosaques opposés à Mazepa élisent un nouveau hetman, Ivan Skoropadsky, le 11 novembre 1708. Privé d'une grande partie de ses soutiens, Mazepa, incapable d'apporter aux Suédois les renforts et l'approvisionnement promis, les rallie à la tête de quelques milliers de cosaques seulement. L'hiver 1708-1709, particulièrement froid dans toute l'Europe, entraîne la mort de milliers de soldats suédois et russes. Au début du mois de décembre, l'armée suédoise bivouaque dans la région de Hadiatch, non loin de la forteresse de Veprik (de) qui bloque toute progression. Charles XII décide de la prendre d'assaut le 7 janvier 1709. La garnison russe finit par capituler, mais les Suédois subissent de lourdes pertes,. Ils ne reprennent leur progression qu'à la fin du mois de février et se dirigent vers le sud pour rejoindre une position facile à défendre entre la Vorskla et la Psel, deux affluents du Dniepr. L'objectif de Charles XII est alors d'établir des relations avec les Tatars de Crimée, les Ottomans et les Polonais. Au début du mois de mars, 4 000 zaporogues menés par Kost Hordiyenko (en) rejoignent son armée et les Suédois commencent à construire des ponts sur la basse Vorskla en vue d'opérations communes avec les Zaporogues. Pierre Ier réagit en envoyant des régiments de dragons mener des expéditions punitives. Plusieurs villages et navires zaporogues sont incendiés au mois d'avril et le 15 mai, la sitch zaporogue, défendue par 2 000 hommes, est prise d’assaut et incendiée par les Russes,,,.

### Le siège de Poltava
Au milieu du printemps, les troupes suédoises se dirigent vers la Vorskla et prennent position le long de la rivière jusqu'à Poltava et les villages voisins. L'objectif de Charles XII est d'assiéger la forteresse de Poltava pour forcer Pierre Ier à l'affronter directement. La garnison de Poltava se compose principalement de troupes russes, la trahison de Mazepa ayant réduit à néant la confiance du tsar vis-à-vis de l'ancienne garnison cosaque. Pierre Ier nomme Alexeï Stepanovitch Kelin (ru) à la tête de cette garnison le 18 janvier 1709. En arrivant devant Poltava, Charles XII envoie 200 hommes encercler la ville et ordonne à Gyllenkrok de dresser un plan des lieux et de mettre sur pied un plan d'attaque. Les régiments suédois occupent les villages voisins et Gyllenkrok ordonne de creuser des tranchées avec l'accord du roi le 1er mai 1709. Ce travail avance lentement, car les Suédois manquent de pelles et sont affaiblis, si bien que le gros repose sur les cosaques de Mazepa. Les assiégeants manquent de pièces d'artillerie et de munitions pour espérer ouvrir une brèche dans les défenses de Poltava. Durant les six semaines que dure le siège, les unités de cavalerie des deux camps s'affrontent au cours de plusieurs escarmouches pour le contrôle des villages voisins et de leurs réserves. Les Suédois subissent des pertes quotidiennes face aux tireurs et aux canons de la forteresse. Les tentatives de saper les fortifications russes échouent, tandis qu'un projet d'assaut frontal doit être abandonné, faute de munitions d'artillerie,,,.
Sur l'autre rive de la Vorskla, une armée russe supérieure en nombre commence à édifier des fortifications temporaires et creuser des tranchées en vue de faire sa jonction avec la garnison de Poltava. Gyllenkrok réagit en fortifiant lui aussi la rive ouest de la Vorskla au sud, à l'est et à l'ouest de Poltava. Les Russes s'efforcent de faire parvenir des renforts et du ravitaillement aux défenseurs de la forteresse et la situation dégénère en guerre de tranchées sur un front long de neuf kilomètres. Des unités suédoises sont stationnées sur les terres hautes près de la rivière pour réagir aux percées russes par de rapides contre-attaques, mais la vallée est inondée et la Vorskla sort de son lit début juin après de fortes pluies. Pierre Ier arrive sur les lieux le 5 juin avec des troupes fraîches. Les chefs de l'armée russe envoient des éclaireurs à la recherche de l'endroit idéal pour faire traverser la rivière à leurs hommes. Ils décident le 15 juin d'organiser une grande opération en attaquant en même temps plusieurs postes suédois le long de la Vorskla ,.

### La contre-offensive russe
Dans la matinée du 17 juin, Pierre Ier attaque les positions suédoises et zaporogues à Nijni Mlini (uk), Poltava et Petrovka. À Poltava, les troupes russes avancent sur une chaussée construite pendant la nuit à l'emplacement du vieux pont, mais elles sont repoussées en fin de matinée. Les combats reprennent dans la soirée et les Russes parviennent à libérer leurs positions de leur côté de la Vorskla. À Nijni Mlini, un village à 3 km au sud de Poltava, un détachement suédois du Livdragonregementet occupe deux redoutes. Il est attaqué par Hallart, dont les hommes ont traversé le bras principal de la Vorskla de nuit et établi une petite tête de pont sur l'autre rive. Cette offensive est repoussée grâce à l'arrivée de Charles XII à la tête d'un bataillon du Dalregementet. En retournant vers Poltava, le roi est touché au pied gauche par une balle de mousquet. Une fois arrivé à la forteresse, il continue à superviser les opérations jusqu'à ce que la perte de sang le contraigne à se faire opérer par son médecin de campagne Melchior Neumann (sv). La fièvre et la septicémie menacent sa vie et l'empêchent de diriger ses troupes pendant plusieurs jours. Le commandement de l'armée passe alors à Rehnskiöld, qui maintient passivement ses forces sur leurs positions autour de Poltava. Durant cette période, l'armée suédoise souffre de pénuries alimentaires et connaît de nombreuses désertions. Le 21 juin, le gros de l'armée russe réussit à traverser la Vorskla et établit son camp près du village de Semenivka. Le lendemain, Charles XII apprend que le roi Stanislas et le général Krassow sont dans une situation très précaire en Pologne et qu'il ne peut attendre aucune aide de leur part. Dans la nuit du 25 au 26 juin, Pierre Ier déplace ses forces vers le sud et le village de Iakivtsi, à 5 km au nord de Poltava. Le tsar ordonne la construction d'une série de redoutes au coin sud-ouest du camp et dans le village,.
Confronté à l'absence de renforts, au manque de ravitaillement et à la perspective d'une offensive russe majeure, l'état-major suédois estime ne pas avoir d'autre choix que passer à l'attaque, sans attendre que Charles XII soit suffisamment rétabli pour prendre en personne la direction de ses hommes. Le dimanche 27 juin, le roi, qui se remet lentement, prend la décision de passer à l'attaque le lendemain matin, en présence du maréchal Rehnskiöld, du chancelier Piper et du chef d'état-major par intérim, le colonel Gustaf Henrik von Siegroth (sv). Il ordonne à Gyllenkrok de diviser l'infanterie en quatre colonnes et d'assurer qu'elle reste en formation pendant la bataille à venir. Rehnskiöld doit le remplacer dans son rôle d'éclaireur, Gyllenkrok jouant un rôle d'observateur et officier de liaison sans comptes à rendre à personne. Rehnskiöld met sur pied le plan d'attaque en concertation avec le roi. Les quatre colonnes d'infanterie doivent attaquer les redoutes russes avant l'aube, suivies par la cavalerie, organisée en six colonnes, qui doit repousser la cavalerie russe stationnée derrière les redoutes et couper toute retraite vers le Nord à l'adversaire. Une fois les redoutes dépassées, l'infanterie doit attaquer le camp russe par l'ouest tandis que la cavalerie fait de même au nord. Les Russes, cernés et adossés à la rivière, pourraient alors être anéantis,,,.

## Ordre de bataille

### L'armée suédoise

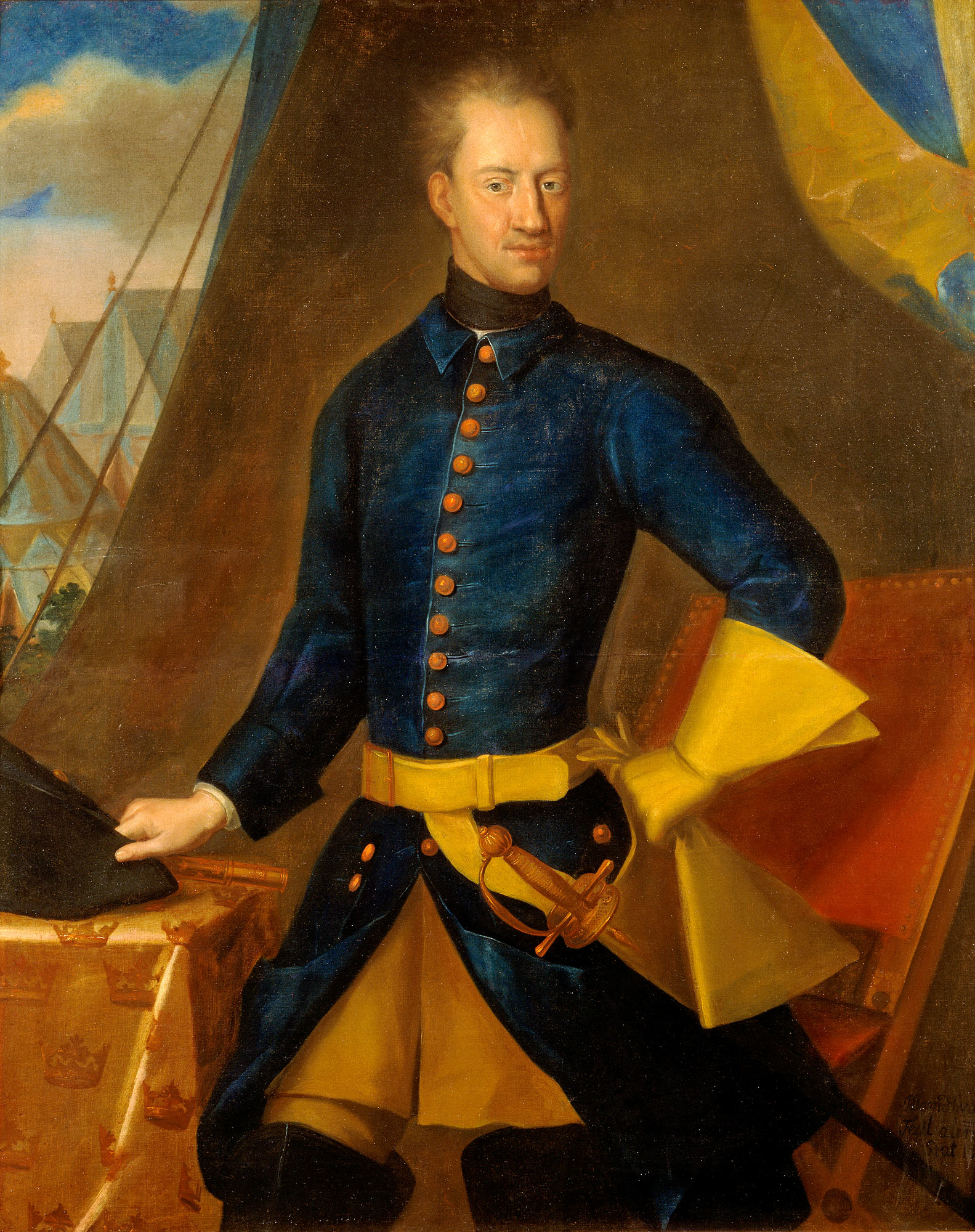
Charles XII.

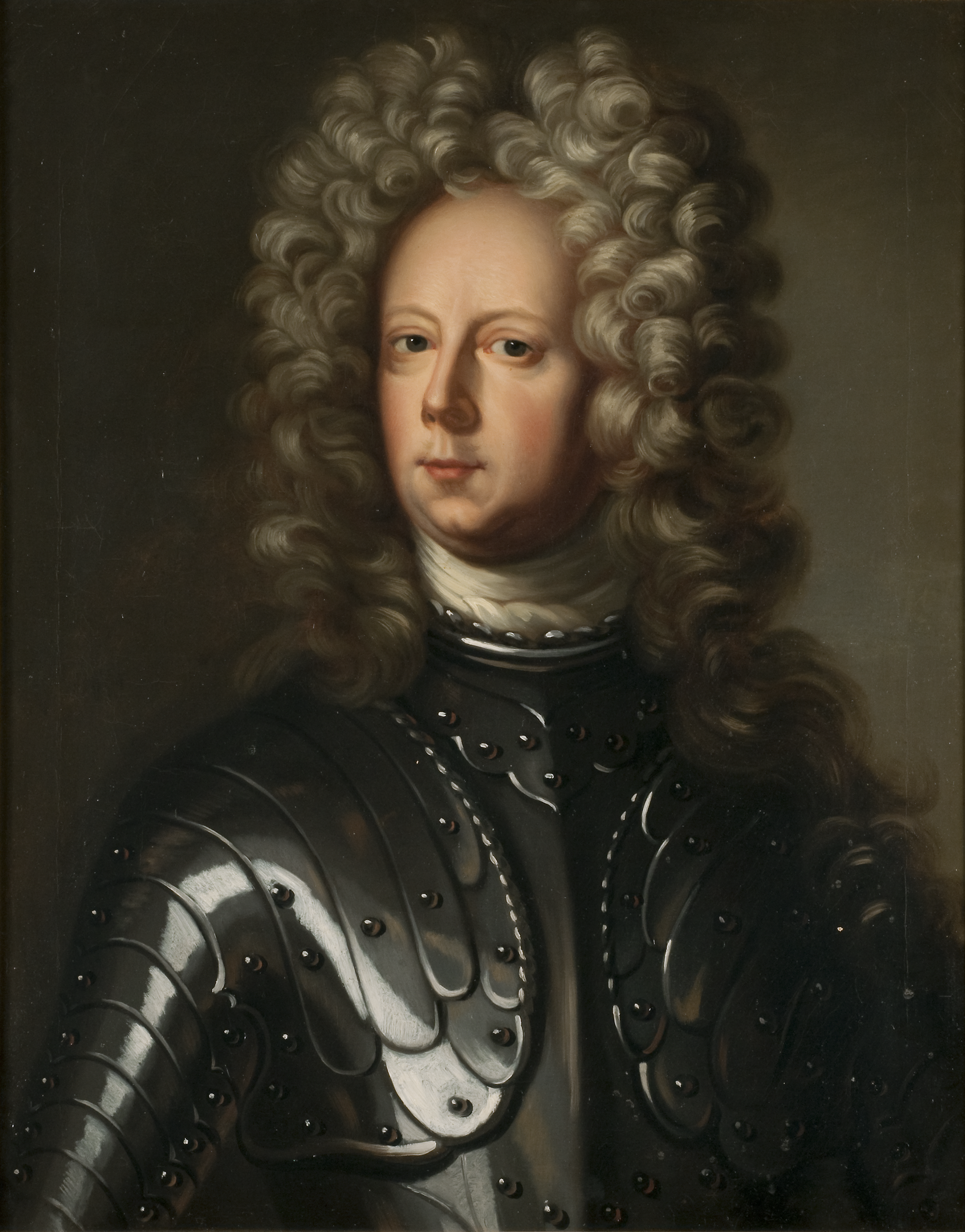
Carl Gustav Rehnskiöld.

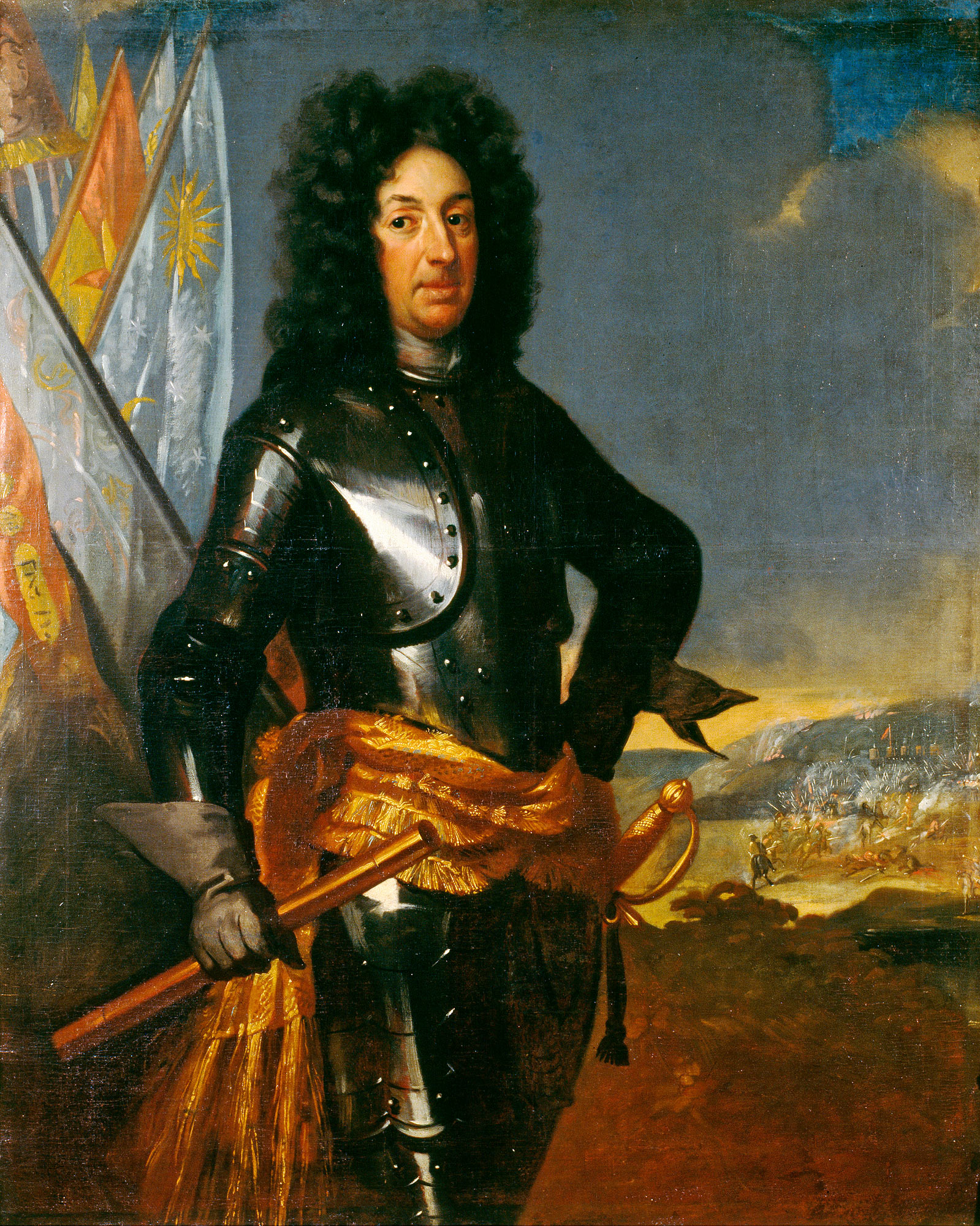
Adam Ludwig Lewenhaupt.

D'après les estimations de l'état-major suédois, Charles XII est à la tête de plus de 24 700 soldats réguliers, dont 22 450 sont aptes au combat, auxquels s'ajoutent environ 6 000 irréguliers cosaques et zaporogues,,. L'infanterie régulière suédoise compte 11 270 hommes, dont 1 070 sous-officiers, parmi lesquels 9 300 sont aptes au combat,. La cavalerie régulière suédoise compte 6 840 cavaliers et 6 240 dragons pour un total de 13 080 hommes, dont 11 900 aptes au combat,. L'encadrement comprend entre 1 850 et 2 000 officiers. Les troupes de Mazepa et Hordiyenko reçoivent l'ordre de rester cantonnées à Pouchkarivka (uk).
Pour la bataille, la principale force d'attaque suédoise doit être composée de 8 170 fantassins répartis en 18 bataillons et 7 800 cavaliers et dragons répartis en 109 escadrons,,. Les estimations du nombre d'officiers participant à la bataille recensent 290 officiers de cavalerie, entre 240 et 290 officiers de dragons et environ 680 officiers d'infanterie, pour un total de 1 210 à 1 260 officiers. Seuls quatre canons de 3 livres et quatre wagons de munitions, avec une trentaine d'artilleurs sous les ordres du capitaine Hans Clerckberg, doivent être amenés pour la bataille. Avant le début de l'engagement, un millier de cavaliers valaques irréguliers sous le commandement du colonel Sandul Koltza effectuent une attaque de diversion sur les deux redoutes russes à Iakivtsi pour détourner l'attention des Russes du gros des troupes suédoises. Ces dernières sont concentrées au sommet et à l'ouest de la « colline du monastère », au nord-est de Poltava ; c'est là qu'est stationnée l'infanterie et que se trouve le quartier-général avec la Livgarde. La cavalerie occupe de son côté les étendues ouvertes entre les villages de Ribtsi (uk) et Pouchkarivka, à quelques kilomètres à l'ouest,,.
L'infanterie suédoise est organisée en quatre colonnes commandées, de gauche à droite, par les major général Axel Sparre (sv), Berndt Otto Stackelberg (sv), Carl Gustaf Roos (sv) et Anders Lagercrona (sv). Derrière, la cavalerie est organisée en six colonnes sous la direction de Hugo Johan Hamilton (sv) pour les trois de gauche et Carl Gustaf Creutz (sv) pour les trois de droite. L'infanterie est dirigée par Lewenhaupt et la cavalerie par le major général Wolmar Anton von Schlippenbach (en), tous deux sous les ordres de Rehnskiöld. Le roi Charles XII, qui souhaite assister en personne à l'affrontement, accompagne l'infanterie sur un brancard porté par deux chevaux. Sa garde rapprochée se compose de 24 hommes de la Livgarde et 15 hommes du corps des Drabant sous les ordres de Johan Giertta (sv). Le roi est également accompagné de plusieurs membres de sa cour, comme le surintendant Gustaf von Düben (sv), le chancelier Piper et le secrétaire d'État Olof Hermelin (sv), mais aussi des diplomates et militaires étrangers comme le Polonais Stanisław Poniatowski ou l'Écossais James Jefferyes (sv), ainsi que le chapelain de la cour Jöran Nordberg et de nombreux domestiques et serviteurs.
La première colonne d'infanterie, sous les ordres du major général Sparre, se compose des deux bataillons du régiment de Västmanland (1 100 hommes), sous les ordres d'Erik Sparre (sv), des deux bataillons du régiment de Närke-Värmland (1 200 hommes, et d'un bataillon du régiment de Jönköping (300 hommes), sous les ordres de Georg von Buschwaldt. La deuxième colonne, sous les ordres du major général Stackelberg, se compose des deux bataillons du régiment de Västerbotten (600 hommes), sous les ordres de Gideon Fock (sv), d'un bataillon du régiment d'infanterie d'Östergötland (380 hommes), sous les ordres d'Anders Appelgren (sv), et des deux bataillons du régiment d'Uppland (690 hommes), sous les ordres de Gustav Stiernhöök. La troisième colonne, sous les ordres du major général Roos, se compose des deux bataillons du régiment de Dalécarlie (1 100 hommes), sous les ordres de Gustaf Henrik von Siegroth, et de deux bataillons de la Livgarde. La quatrième colonne, sous les ordres du major général Lagercrona, se compose d'un bataillon du régiment de Kalmar (500 hommes) sous les ordres de Gustaf Ranck, d'un bataillon du régiment de Skaraborg (500 hommes) sous les ordres de Carl Gustav Ulfsparre, et de deux bataillons supplémentaires de la Livgarde. La Livgarde compte au total 1 800 hommes sous les ordres de Carl Magnus Posse (sv),,.
Les trois colonnes de l'aile gauche de la cavalerie, sous les ordres du major général Hamilton, se composent des 8 ou 10 escadrons du régiment de dragons de Scanie, sous les ordres du prince Maximilien de Wurtemberg-Winnental, des 8 escadrons du régiment de cavalerie d'Östergötland, sous les ordres de Hamilton, des 10 escadrons du régiment de cavalerie de Nyland, sous les ordres d'Anders Torstenson, des 8 escadrons du régiment de cavalerie d'Åbo et Björneborg, sous les ordres de Gustaf Eneskjöld, des 8 escadrons du régiment de dragons d'Uppland sous les ordres d'Anders Wennerstedt (sv), des 10 escadrons du régiment de dragons de Nils Gyllenstierna et des 10 escadrons du régiment de dragons de Carl Gustaf Dücker (sv). Les trois colonnes de l'aile droite de la cavalerie, sous les ordres du major général Creutz, se composent d'un escadron du corps de Drabant sous les ordres de Carl Gustaf Hårdh, des 8 escadrons du régiment de livdragons sous les ordres de Filip Örnestedt, de 12 escadrons du Livregiment à cheval sous les ordres de Creutz, des 8 escadrons du régiment de cavalerie de Småland sous les ordres de Johan Valentin von Daldorff, des 8 escadrons des régiments de cavalerie de Scanie du Nord et du Sud sous les ordres respectifs de Gustaf Horn (en) et Carl Gustaf Örnestedt, des 8 ou 10 escadrons du régiment de dragons de Nils Hielm et 8 escadrons du régiment de dragons de Gustaf Adam Taube.
Charles XII et Rehnskiöld estiment ne pas avoir besoin des 8 000 soldats suédois restants et les laissent en position à Poltava et le long de la Vorskla. Poltava abrite 1 300 hommes comprenant un bataillon du régiment d'infanterie du Södermanland commandé par Gabriel von Weidenhaijn, un bataillon du régiment d'infanterie de Kronoberg commandé par Johan Cronman (sv) et 4 escadrons du régiment de Livdragons, ainsi que l'artillerie de siège et une unité de 30 cavaliers dans les faubourgs. 200 hommes de la Livgarde sont stationnés à Nijni Mlini sous les ordres de Gustaf Johan Lagerhjelm, tandis qu'une unité de 30 dragons menée par le sous-lieutenant Carl von Roland (sv) et stationnée à Bulanovka, à 12 km au sud de Poltava, se retire le 27 juin. Le régiment de dragons du major général Johan August Meijerfeldt l'Ancien, fort de 1 000 hommes, est stationné à Novi Sanjary, à quelques kilomètres au sud de Poltava. Il est rejoint le 26 juin par les réserves de l'artillerie. Des postes suédois sont établis en aval de la forteresse le long de la Vorskla, à Bilyky, Kobeliaky et Sokolki, tandis que des alliés cosaques et des zaporogues sont stationnés le long du cours inférieur de la Psel. 300 cavaliers se trouvent à Bilyky, en majorité des dragons de Dücker sous les ordres du lieutenant-colonel Thomas Funck (sv), tandis que 500 cavaliers se trouvent à Kobeljaki et Stokolkow, principalement issus du régiment de cavalerie de Scanie australe, sous les ordres du lieutenant-colonel Göran Silfverhielm (sv),,.
2 200 soldats suédois restent stationnés au quartier général de Pouchkarivka, principalement des malades et des blessés, ainsi que 28 pièces d'artillerie et les cosaques et les zaporogues de Mazepa et Hordiyenko. La garnison se compose de quatre escadrons de l'Adelsfanan (sv) sous la direction d'Anders Ramsvärd, un escadron de l'Adelsfanan de Livonie, quatre escadrons du régiment de cavalerie de Viborg et quatre autres escadrons du régiment de dragons d'Uppland sous la direction de Carl Kruse (sv), quatre escadrons du régiment de dragons de Schlippenbach sous les ordres du lieutenant-colonel Arvid Johan von Kaulbars, quatre escadrons du régiment de dragons de Carl Gustaf von Schreiterfeldt et quatre escadrons du régiment de dragons de Henrik Otto Albedyll (en). L'artillerie, sous le commandement du colonel Rudolf von Bünow (sv), se compose de seize canons de 3 livres avec 150 coups, cinq canons de 6 livres avec 110 coups par tube, deux obusiers de 16 livres avec 45 coups par tube et cinq mortiers de 6 livres avec 15 obus par tube,.

### L'armée russe

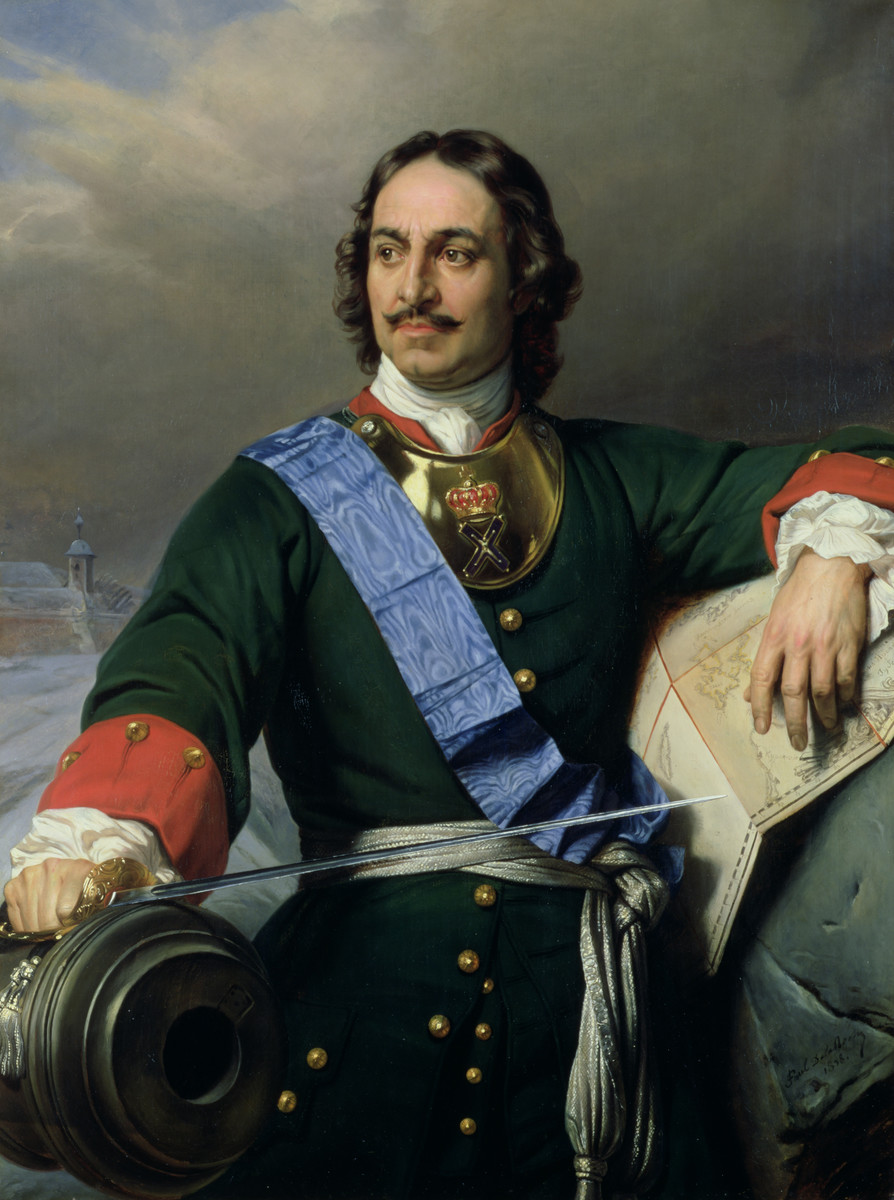
Pierre Ier le Grand.

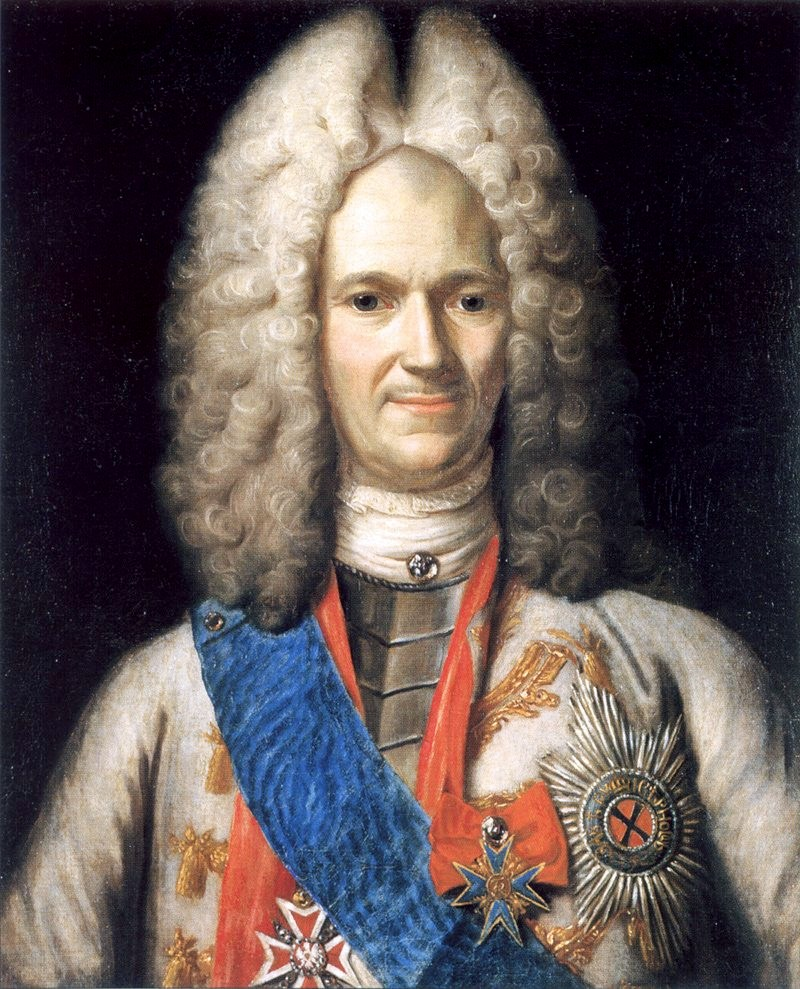
Alexandre Danilovitch Menchikov.

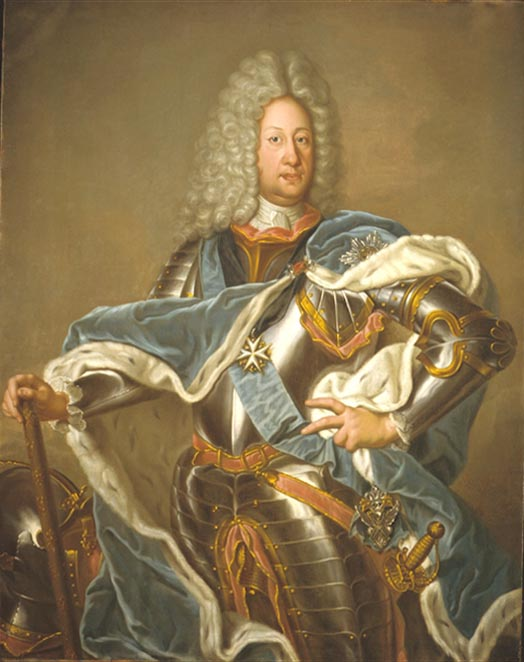
Boris Cheremetiev.

Le tsar Pierre Ier est à la tête de plus de 51 000 soldats réguliers, auxquels viennent s'ajouter 23 000 irréguliers cosaques et kalmouks. L'infanterie régulière compte au maximum 24 500 hommes en état de combattre avant la bataille. La cavalerie régulière se compose d'environ 14 600 dragons. Parmi les troupes russes, environ 60 bataillons, soit environ 27 000 hommes, se trouvent à l'intérieur du camp fortifié, de même que l'entourage proche du tsar et sa cour. Deux régiments d'infanterie sont stationnés dans l'ancien camp de Semenivka, ainsi que dans les redoutes de Petrovka. Les soldats blessés et malades ont été évacués du camp, qui abrite un nombre indéterminé de chevaux et de civils. Un régiment au moins est posté pour protéger le camp au nord de Roubliovka. La cavalerie régulière, composée d'environ 30 régiments de dragons et de grenadiers avec 20 à 23 obusiers et canons, totalisant environ 20 000 dragons, est déployée le long de la forêt de Malyïe Boudichtchi, juste au nord de la ligne de redoute et à l'ouest du front ouest du camp de Iakivtsi. La cavalerie est dirigée par Alexandre Menchikov en collaboration avec le lieutenant général Carl Ewald von Rönne (en). Six régiments de dragons (environ 4 000 hommes) menés par major général Grégoire Semionovitch Volkonsky (ru) sont chargés d'agir de concert avec la cavalerie irrégulière de Skoropadsky.
Pendant la dernière partie de la bataille, un groupe de combat spécial est détaché du camp sous le commandement de Menchikov pour attaquer les éventuelles troupes de réserve suédoises. Il se compose de 6 299 hommes : 3 813 dragons sous les ordres du major général Johan Kristian Heinske (ru) et 2 486 fantassins sous les ordres du lieutenant général Samuel Rentzel (ru). La cavalerie se compose de sept escadrons du régiment de Troitska (771 hommes, dix escadrons du régiment de Smolensk (992 hommes), six escadrons du régiment de Jamburg, sept escadrons du régiment de Saint-Pétersbourg (723 hommes) et sept escadrons du régiment de Kargopol (710 hommes). L'infanterie se compose de deux bataillons du régiment de Tobolsk (1 006 hommes, du bataillon du régiment de Koporie (517 hommes, du bataillon du régiment d'Andreï Yourévitch Inglis (654 hommes et du bataillon du régiment de Fichtenheim (309 hommes).
D'après l'historien Valery Moltoussov, les douze redoutes situées à l'extérieur du camp russe sont occupées par 4 730 hommes de six régiments d'infanterie sous les ordres du brigadier Savva Vassilievitch Aïgoustov (ru). Cette force se compose des deux bataillons du régiment de Belgorod (1 067 hommes) sous les ordres de Vassili Iakovlevitch Levachov, deux bataillons du régiment Netchaïev (634 hommes) sous les ordres d'Ivan Konstantinovitch Netchaïev, les 2 bataillons du régiment de Nelidov (749 hommes) sous les ordres d'Ivan Fiodorovitch Nelidov, les deux bataillons du régiment Neklioudov (705 hommes chacun) sous les ordres de Matveï Neklioudov, les deux bataillons du régiment de Yamburg (682 hommes chacun) sous les ordres de Iakov Iourievitch Vestov et les deux bataillons de 893 hommes du régiment von Deldin (893 hommes chacun) sous les ordres de Ieremeï Vilimovitch von Deldin. Les deux redoutes situées à Iakivtsi sont occupées par 1 700 soldats, tandis que les dix autres redoutes sont probablement occupées par 300 soldats chacune en moyenne. Les six premières redoutes construites dans la ligne de base sont occupées par 200 soldats chacune. Chaque côté long est censé être occupé par 50 hommes, mais en réalité, seuls 25 fusiliers sont actifs, l'autre moitié se consacrant au rechargement de leurs armes. En outre, les redoutes sont armées de 15 à 20 canons moyens et 13 mortiers de 3 livres sont placés derrière la ligne de redoute transversale, où 16 régiments de dragons (10 000 hommes sont regroupés sous le commandement de Menchikov, dans une formation de 74 escadrons en trois lignes. L'aile gauche de la cavalerie est commandée par le lieutenant général Rönne, celle du milieu par le major général Heinske et celle de droite par le lieutenant général Rudolf Felix Bauer. Un régiment de grenadiers à cheval est placé de part et d'autre de la cavalerie pour en protéger les flancs,,.
À l'intérieur de la forteresse de Poltava se trouvent 3 000 soldats environ menés par Alexeï Kelin, commandant du régiment de Tver. Les remparts sont défendus par 28 petits canons avec une centaine d'artilleurs sous le commandement du chef des fortifications Jean de Terson. Au début du siège, la garnison se compose de quatre bataillons du régiment de Kelin et du régiment d'Oustioujna commandé par le colonel Ivan von Mengden. Dans la nuit du 15 au 16 mai, la garnison est renforcée par un détachement de 900 hommes sous le commandement du brigadier Alexeï Alexeïevitch Golovine (ru), qui comprend trois petits bataillons du régiment de Fichtenheim commandé par le colonel Ivan Samuilovitch Fichtenheim, du régiment Nevska ou Apraksin commandé par le lieutenant-colonel Vassili Pestrikov, et du régiment de Perm commandé par le colonel Timofeï Ivanovitch Treiden. Certaines compagnies du régiment de cosaques de Poltava, commandé par le colonel Ivan Prokofievitch Levenet, sont intégrées à la garnison de Poltava pendant le siège, tandis que les autres sont évacuées ailleurs.

## Le terrain
Le champ de bataille se situe sur la rive occidentale de la Vorskla, qui coule vers le sud en direction du Dniepr. Cette rivière est divisée en plusieurs bras qui s'écoulent dans un lit marécageux au fond d'une vallée large d'un à deux kilomètres. À l'ouest s'étend un grand plateau traversé par plusieurs ravins boisés. La ville de Poltava se trouve au sud de la vallée, au sommet du plateau, juste au bord des pentes qui descendent vers la rive de la Vorskla. Elle occupe l'emplacement où l'ancienne route entre Kyiv et Kharkiv traverse la rivière. En comptant ses faubourgs, la zone urbanisée couvre un peu plus d'un kilomètre carré, tandis que la forteresse et ses alentours occupent une zone de 1 000 × 600 mètres. La forteresse est divisée en deux parties par un ravin. Celle au nord comprend la ville proprement dite, tandis que la partie sud, plus petite, abrite le faubourg de Masurovka. Les pentes autour de Masurovka sont plantées de cerisiers. Au nord-ouest de la forteresse, sur la plaine, se trouve un faubourg incendié pendant le siège et entouré d'un long mur de terre.
Juste à l'est de la forteresse, des pentes abruptes et boisées descendent vers la rivière et un champ de plus d'un kilomètre carré qui est inondé chaque année. Au sud de Poltava s'étend un long ravin où les assiégeants ont établi leur bivouac. Au nord de la ville, un long et large ravin s'est creusé dans les hautes terres au-dessus de la rivière, orienté du nord au sud vers la vaste forêt de Iakivtsi, avec un système de ravins rempli de ruisseaux et de petits étangs. Cette zone boisée s'étend des faubourgs de Poltava au sud jusqu'au village de Iakivtsi, avec le principal camp russe, au nord, et des villages de Pavlenky (uk) et Maloye Pavlenki à l'ouest jusqu'aux abords de la Vorskla à l'est. Une colline allongée aux pentes couvertes de vignes et de cerisiers s'élève au bord de la forêt, à un peu plus d'un kilomètre au nord-ouest de Poltava. Un monastère édifié à la pointe sud de cette colline sert de quartier général aux forces suédoises. L'infanterie suédoise bivouaque également sur la colline du monastère dans les jours qui précèdent la bataille. La cavalerie suédoise campe quant à elle à quatre kilomètres à l'ouest, sur la plaine vallonnée entre les villages de Ribitsi et Pouchkarivka. Le gros de l'armée, avec plusieurs milliers de chariots, est stationné au sud de Pouchkarivka, partiellement protégé par un grand ravin.
La plaine de lœss entourant le camp russe à l'ouest et au nord est relativement plate et en pente douce. Les ondulations du terrain à un kilomètre à l'ouest forment une grande dépression près du village de Pobivanka, juste à côté de la grande forêt de Malyïe Boudichtchi. Celle-ci s'étend en un large arc de cercle vers le nord-ouest, le long du ruisseau Ivantchentsi qui s'engouffre dans une dépression peu profonde, « la petite fondrière », dont le fond était rempli de fondrières boueuses et de petits étangs. Au bord du ruisseau se trouvent les villages de Malyïe Boudichtchi et Ivantchentsi (uk), avec des chalets en terre et des toits de chaume, avec des champs clôturés et des vergers de cerisiers. Les forêts de Malyïe Boudichtchi et de Iakivtsi sont séparées par un couloir de 1,2 à 1,5 km de large où ne poussent que quelques arbres parsemés. Il est longé d'une crête peu élevée qui sépare la forêt de Malyïe Boudichtchi d'un réseau de ravins boisés, le « grand ouvrage », bordé au nord par les villages de Takhtaoulove (uk), Osmatjiki et Jouky (uk). Ce couloir constitue la seule voie d'attaque pour les troupes suédoises. Conscient de son importance, Pierre Ier fait édifier des fortifications pour barrer la route à ses adversaires. Six redoutes sont construites dans un premier temps en travers du couloir, puis une ligne perpendiculaire de quatre redoutes en direction des Suédois vient s'y ajouter,.

## Prélude à la bataille

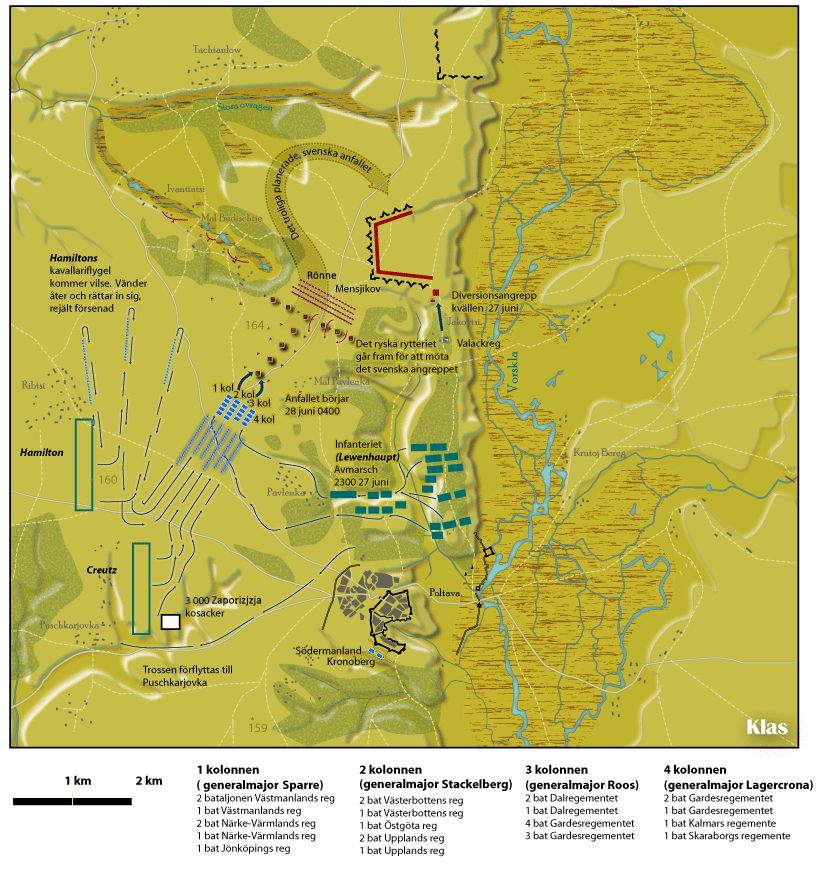
Plan des derniers mouvements avant la bataille.

Rehnskiöld donne l'ordre de marche le 27 juin à vingt-trois heures. Après une brève cérémonie religieuse durant laquelle les soldats chantent le sixième verset du psaume 96 de l'hymnaire de 1695 (sv), les colonnes suédoises se mettent en branle en silence vers les redoutes russes, tandis que les Valaques de Sandul Koltza effectuent une manœuvre de diversion en attaquant le long de la Vorskla vers le village de Iakivtsi. Dès le début, l'obscurité complique les choses pour les troupes suédoises, certaines unités se retrouvant au mauvais endroit, ce qui donne lieu à un échange houleux entre Rehnskiöld et Lewenhaupt. À l'extrémité du flanc gauche, le major général Hamilton se perd avec ses pelotons de cavalerie. L'infanterie, qui arrive en position la première, est contrainte de rester en formation. À ce stade, le major général Schlippenbach entreprend une tournée de reconnaissance pour se faire une idée du terrain et des itinéraires d'attaque de la cavalerie, mais il se perd dans les lignes russes, laissant le major général Creutz responsable de la cavalerie suédoise pour le reste de la journée. À l'aube, l'infanterie suédoise adopte une formation en ligne,.
Dans la nuit du 28 juin, Rönne se rend en reconnaissance vers le camp suédois avec une patrouille à cheval ; il y repère des signes d'activité calme, mais fébrile. Convaincu que les Suédois se préparent à bouger, il rentre sur la ligne des redoutes. Il ordonne aux dragons de se préparer à la bataille et la construction de nouvelles redoutes commence. Lorsque Gyllenkrok se livre à son tour à une sortie en reconnaissance, il entend le son de haches et de marteaux au travail. En s'approchant, il découvre que les Russes ont édifié quatre redoutes supplémentaires, dans l'axe de l'itinéraire de marche des Suédois. Sur le chemin du retour, il rencontre Rehnskiöld seul sur le terrain et lui fait part de sa découverte. Complètement pris au dépourvu, Rehnskiöld doit bouleverser ses plans. Il retourne auprès de l'infanterie et ordonne à ses hommes de reprendre leur formation en quatre colonnes. Gyllenkrok poursuit sa tournée de reconnaissance à l'extérieur des redoutes russes avant d'être soudainement interrompu par des tirs de pistolet, suivis de roulements de tambour. Les équipes russes travaillant sur les quatre redoutes nouvellement construites jettent leurs outils et se mettent en position de tir. Les dragons de Rönne installent leurs canons en position entre les redoutes et tirent leurs premiers coups, tuant deux cavaliers suédois,,. À peu près au même moment, les Russes donnent l'alerte aux deux redoutes situées près de Iakivtsi, où les Russes tirent des salves de mousquets sur le régiment valaque de Koltza. L'attaque est repoussée et Koltza est capturé, mais son action sème le doute dans l'esprit du commandement russe quant à l'endroit où va se concentrer l'offensive suédoise.
La force principale suédoise a perdu l'effet de surprise et son commandement hésite sur la conduite à tenir. Elle ne dispose pas du matériel et du soutien d'artillerie nécessaires pour prendre d'assaut les fortifications de campagne russes, mais sa situation reste critique pour ce qui est de l'approvisionnement. Après avoir consulté le roi, Piper et Lewenhaupt, Rehnskiöld décide de lancer l'attaque, qui débute à quatre heures du matin le 28 juin. Le manque de temps pour donner des ordres précis aux commandants de colonne concernés et aux chefs de régiment et de bataillon entraîne une certaine confusion : certains croient qu'ils sont censés attaquer et percer la ligne des redoutes, alors que d'autres estiment qu'ils doivent simplement neutraliser la menace venant des redoutes. Les quatre nouvelles redoutes construites par les Russes rendent plus difficile l'avancée des colonnes suédoises, qui doivent marcher à bonne distance les unes des autres et des redoutes, ce qui les expose aux tirs d'artillerie sur une ligne d'un kilomètre et demi. À une vitesse de marche de 75 mètres par minute, elles risquent vingt minutes de tirs sur leurs flancs.
Menchikov est immédiatement informé de l'avancée suédoise sur les redoutes et transmet l'information au tsar et à Cheremetiev. Il ordonne à la cavalerie de se préparer au combat. Dans le camp russe, Pierre Ier fait de même avec les bataillons retranchés. Ces ordres sont transmis avant même que les premiers bataillons suédois n'arrivent au niveau des redoutes russes.

## Déroulement de la bataille

### L'assaut suédois sur les redoutes russes

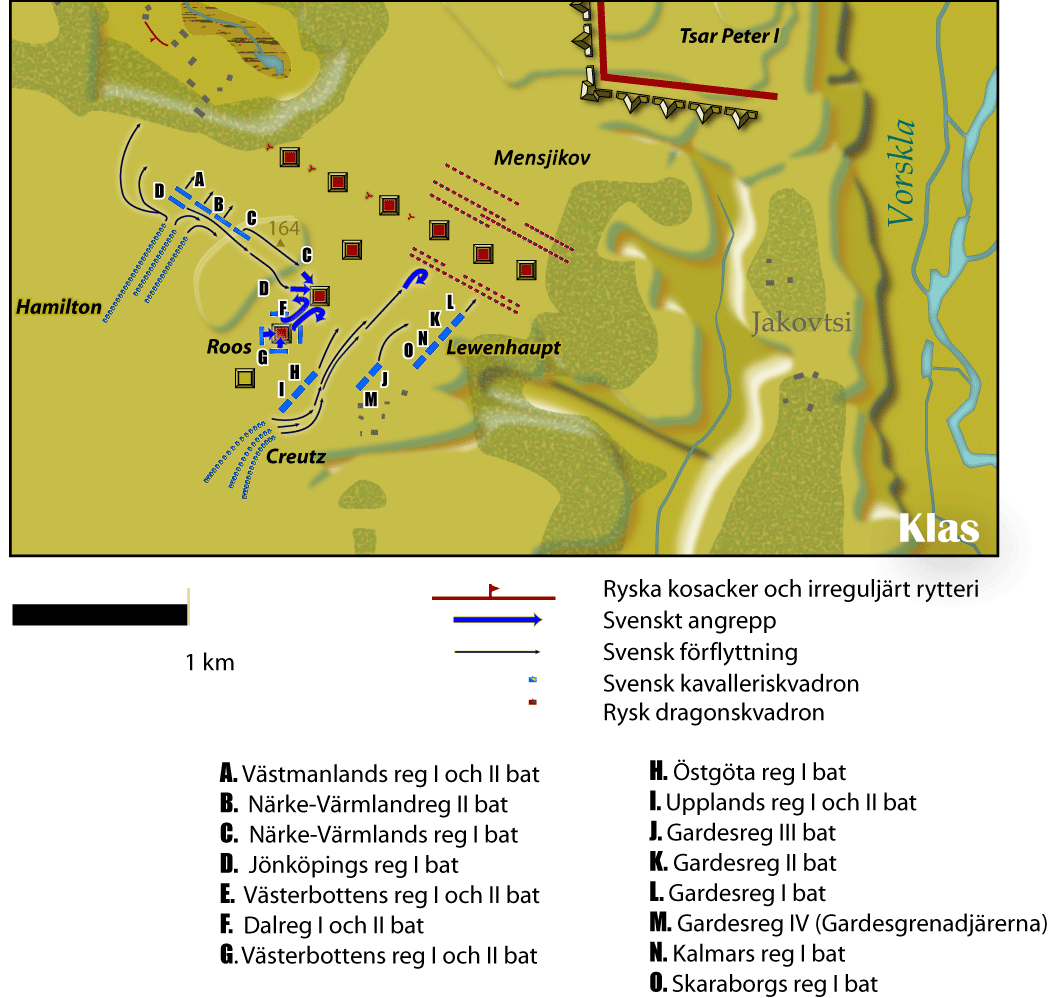
Plan de l'assaut suédois.

À quatre heures du matin, les quatre canons régimentaires suédois tirent leur salve de reconnaissance traditionnelle et les troupes d'infanterie et de cavalerie se mettent en marche vers les redoutes russes. La confusion règne dans les rangs suédois au début de l'attaque, car la formation que doivent adopter les troupes n'est pas claire et plusieurs bataillons n'ont pas pu se positionner correctement avant l'attaque, tandis que les erreurs de la cavalerie ont entraîné des retards. Au lever du soleil, l'infanterie suédoise est à portée des canons des redoutes principales qui commencent leurs tirs à longue portée. Quelques fantassins suédois sont tués, dont deux gardes du brancard du roi,.
L'attaque des deux colonnes centrales est désordonnée dès le début et les bataillons se séparent rapidement, mais malgré cela, les unités principales avancent rapidement. La première redoute est attaquée par la gauche par le major-général Stackelberg avec les deux bataillons du régiment de Västerbotten et par la droite par le colonel Siegroth avec les deux bataillons du régiment de Dalécarlie. Ils sont soutenus par les quatre escadrons du régiment de Livdragon qui attaquent une force russe plus petite stationnée entre les deux premières redoutes. La première redoute, inachevée, est rapidement contrôlée par les Suédois et les membres de sa garnison qui n'ont pas fui vers la deuxième sont tués. La deuxième redoute, mieux renforcée, est elle aussi rapidement capturée par le régiment de Dalécarlie et sa garnison tuée. Pendant ce temps, les bataillons arrière des deux colonnes (deux bataillons de la Garde de la colonne de Roos et un bataillon d'Östergötland, et deux bataillons d'Uppland de la colonne de Stackelberg) avancent vers la gauche. Les mousquets et canons des redoutes russes tirent de manière nourrie sur les colonnes suédoises qui avancent. Ils leur infligent de lourdes pertes et créent de grands nuages de fumée de poudre à canon qui envahissent le champ de bataille et brouillent la visibilité pour le commandement suédois,,,,.
Charles XII, sa suite et l'état-major général accompagnent le mouvement à l'arrière de la quatrième colonne, tout à droite. En avançant, cette colonne s'est déportée encore plus vers la droite, dans la forêt de Iakivtsi, afin de contourner plus rapidement les redoutes. Le major général Roos remarque alors qu'il a perdu le contact avec les deux bataillons de garde de sa colonne et apprend que, pour une raison inconnue, ces bataillons ont reçu l'ordre de rejoindre la quatrième colonne du général de division Lagercrona par le commandant de la Livgarde, le colonel Posse. Pendant ce temps, Siegroth et Roos continuent d'avancer avec le régiment de Dalécarlie pour soutenir deux bataillons des régiments de Jönköping et de Närke-Värmland qui ont commencé l'assaut d'une troisième redoute aux défenses plus solides. Avec les deux bataillons du régiment de Västerbotten de la colonne de Stackelberg, Roos attaque à trois reprises cette redoute, mais il est repoussé à chaque fois. Les six bataillons suédois qui participent à la bataille des redoutes subissent de lourdes pertes. Le commandant du régiment du bataillon de Jönköping, Buschwaldt, est tué, ainsi que le lieutenant-colonel Natt och Dag et le major Oxe, laissant le capitaine Mörner comme commandant. Le colonel Siegroth est quant à lui mortellement blessé et comme il est l'un des rares officiers présents lorsque le roi annonce son plan de bataille, Roos et ses bataillons sont laissés au milieu des redoutes sans nouvelles instructions,,,,.

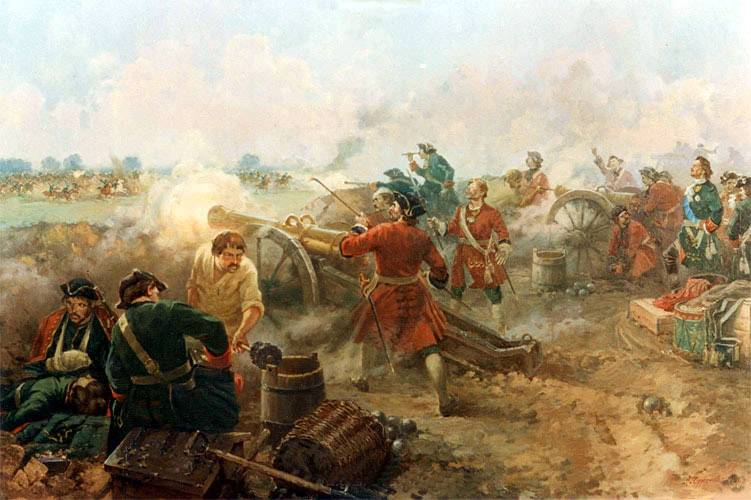
L'artillerie russe fait feu sur la cavalerie suédoise.

Les troupes de Roos sont toujours en train d'essayer de prendre la troisième redoute tandis que les trois autres colonnes franchissent la ligne de redoutes russe. Ayant perdu plus de 1 100 hommes, soit 40 % de ses troupes, le lieutenant Olof Pommerijn du régiment de Dalécarlie est contraint de demander à Roos d'interrompre l'assaut pour se retirer. Roos accepte à contrecœur, jugeant la garnison de la troisième redoute trop forte. À six heures, il ordonne aux unités survivantes de se regrouper vers l'est, à l'orée de la forêt de Iakivtsi, près de Maloye Pavlenki, où il a vu ramper des Suédois blessés. Plusieurs officiers ayant été tués, Roos doit réorganiser lui-même les 1 500 soldats qui lui restent. Les deux bataillons des régiments de Dalécarlie et Västerbotten sont fusionnés en un seul, laissant Roos avec un bataillon de chacun des régiments de Dalécarlie, Västerbotten, Närke-Värmland et Jönköping. Peu après, le général de division Schlippenbach et son détachement de reconnaissance arrivent sur le terrain, accompagnés du capitaine Nils Bonde (sv), qui avait fait une percée et venait de Rehnskiöld pour montrer le chemin à l'armée. Roos demande à Bonde d'attendre qu'il ait organisé ses troupes pour la bataille,,,,,.

### La cavalerie suédoise charge les redoutes

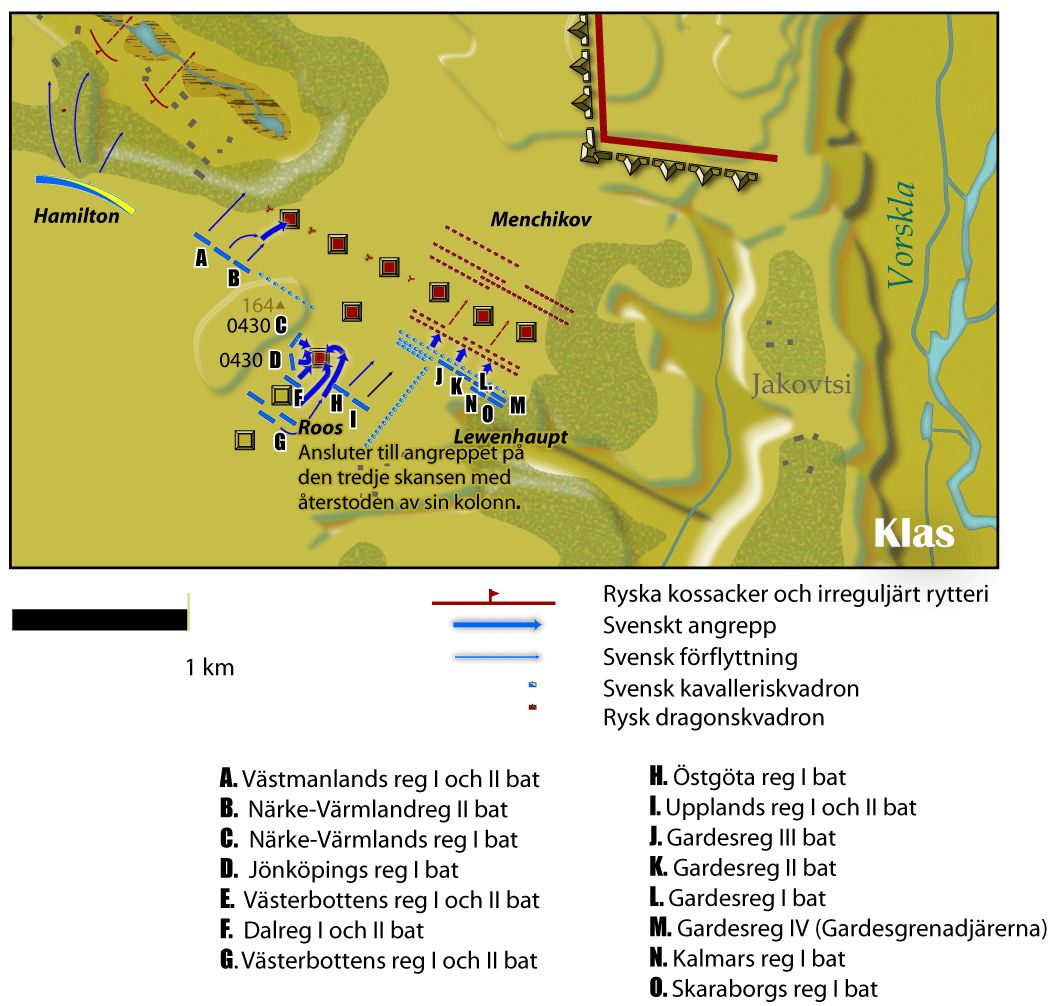
Plan de l'affrontement entre dragons russes et cavaliers suédois.

Les Suédois sont sous le feu de l'artillerie des dragons de Rönne durant toute leur avancée. Son commandant Menchikov est également arrivé pour contre-attaquer avec les dragons, qui franchissent la ligne arrière des redoutes et déchargent leurs carabines en caracolant contre les colonnes suédoises qui avancent. L'aile droite de la cavalerie suédoise sous Creutz est désorganisée et repoussée sur la droite par les tirs d'artillerie. L'espace entre l'infanterie suédoise, les redoutes et les bois est très étroit, mais Creutz ordonne une contre-attaque immédiate et les escadrons suédois franchissent la mêlée au trot pour se porter à la rencontre des dragons russes. Ceux-ci attaquent en rafales et parviennent à repousser les premiers escadrons suédois, ce qui pousse Menchikov à demander au tsar d'envoyer l'infanterie pour stopper l'attaque suédoise. Pierre Ier préfère ne pas risquer son infanterie et attendre. Les dragons russes commencent à être repoussés entre les redoutes à l'arrivée des tireurs d'élite suédois, dans des combats très violents.
L'aile gauche de la cavalerie suédoise, commandée par Hamilton, attaque les dragons russes de Bauer sur un front plus large que celui de l'aile droite. Ce front s'étend de Malyïe Boudichtchi à l'ouest jusqu'aux redoutes les plus proches de la lisière de la forêt à l'est. Hamilton a trouvé un moyen de contourner la redoute la plus éloignée de la ligne transversale à cet endroit. Le major général Sparre l'accompagne avec les deux bataillons du régiment de Västmanland et un bataillon du régiment de Närke-Värmland, tandis que le reste de sa colonne est engagé dans le combat contre la troisième redoute. Le terrain difficile, jonché d'arbres abattus et de fondrières, rend leur progression difficile. Une fois dépassée la ligne des redoutes, la cavalerie suédoise charge la cavalerie russe sur ce flanc. Après une courte bataille, les Russes sont contraints de battre en retraite et reculent lentement face aux Suédois,,.

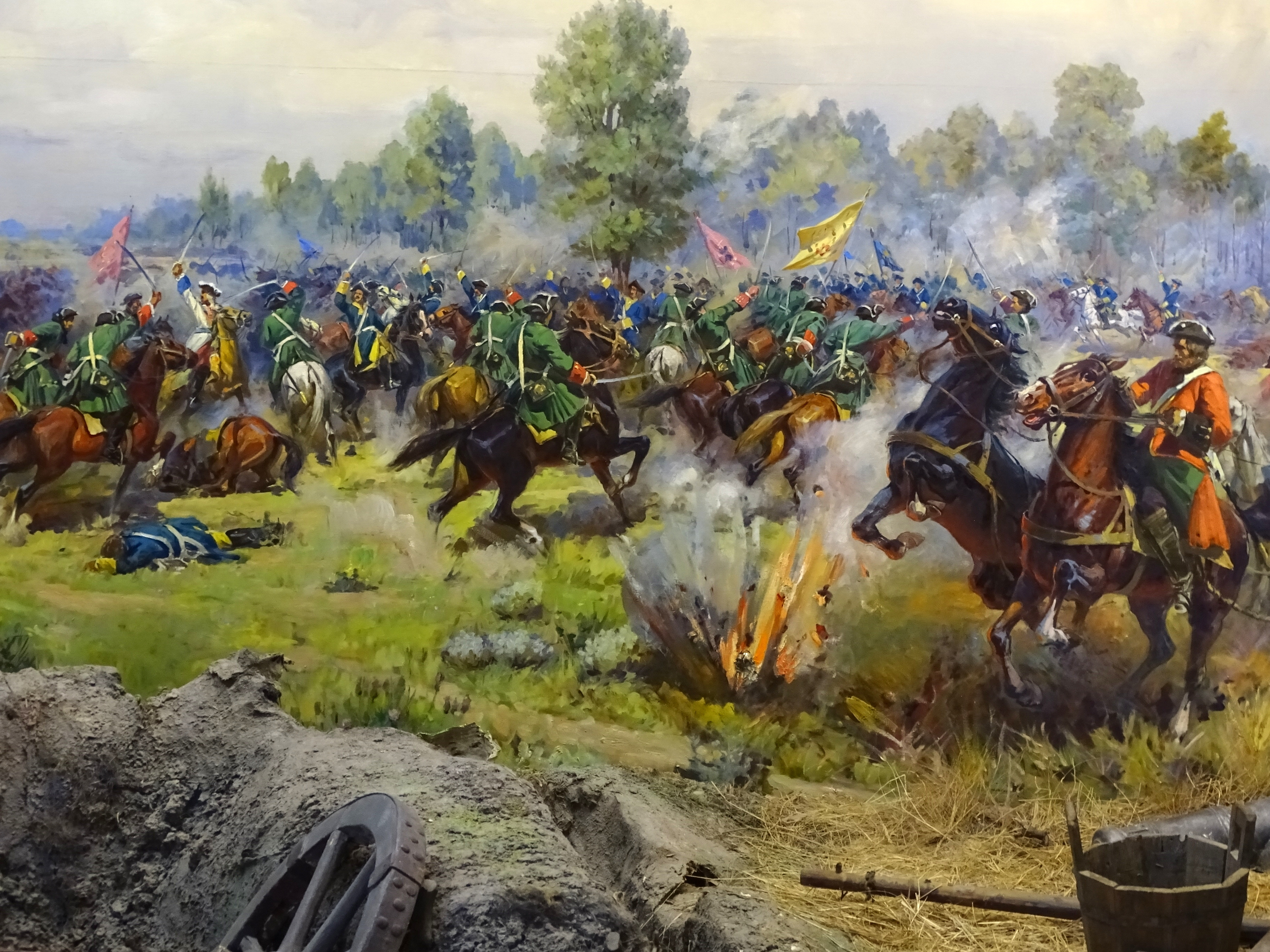
La charge de la cavalerie suédoise.

L'offensive de Hamilton disperse plusieurs unités russes et sème la panique parmi les irréguliers. Un représentant d'un groupe cosaque s'adresse au prince Maximilien de Wurtemberg-Winnental, qui commande le régiment de dragons de Scanie, pour lui proposer de faire défection avec ses 2 000 cosaques et passer dans le camp suédois. Maximilien décline cette offre, faute de pouvoir la présenter à Charles XII.
L'affrontement entre les cavaleries sur l'aile droite suédoise reste longtemps indécis avant de pencher en faveur des Suédois. Le bruit des combats inquiète de plus en plus Pierre Ier. Il demande à Menchikov de battre en retraite, mais celui-ci veut poursuivre le combat et envoie au tsar 14 étendards suédois capturés avec une demande de renforts. Pierre n'est pas convaincu et lui ordonne de se retirer. Au bout d'une heure de combats, la cavalerie russe fait demi-tour et Creutz les poursuit sur le terrain ouvert entre le camp russe et la forêt de Malyïe Boudichtchi. Menshikov envoie la majorité de la cavalerie sur le flanc nord du camp principal, sous les ordres de Bauer, et se rend lui-même avec un détachement plus réduit sur les flancs ouest et sud du camp. Les canons russes sur les remparts du camp font feu derrière les cavaliers russes pour empêcher Creutz de les pourchasser,,. Les Suédois poursuivent cependant les cavaliers de Bauer au-delà du camp russe, vers le grand ouvrage, mais à un kilomètre de l'ouvrage, ils reçoivent l'ordre de Rehnskiöld d'interrompre leur poursuite pour retourner sur le champ de bataille. Cet ordre sauve la cavalerie russe et lui permet de se replier sur le camp pour se regrouper. Ses pertes s'élèvent à un millier de morts et de blessés. L'un des blessés n'est autre que le lieutenant général von Rönne, qui cède son commandement à Bauer.

### Le rétablissement de la ligne de redoutes

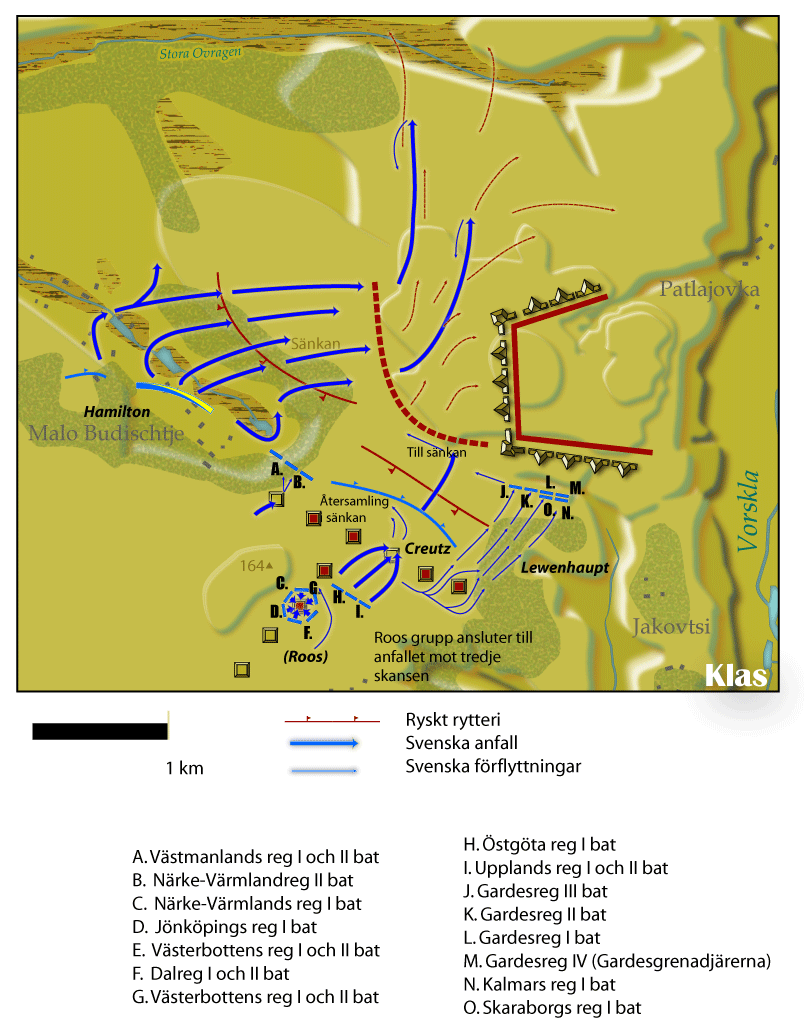
Le rétablissement de la ligne de redoutes.

Pendant les combats de cavalerie, l'infanterie suédoise, soutenue par les cavaliers, parvient à organiser ses rangs et poursuit son avancée malgré le feu meurtrier des redoutes. Tandis que Creutz poursuit la cavalerie russe, l'une des redoutes centrales de la ligne transversale est prise d'assaut et capturée par les régiments d'infanterie d'Östergötland et d'Uppland de la deuxième colonne, soutenue par un bataillon du régiment de Närke-Värmland de la colonne de Sparre, qui se dirige ensuite vers le nord-ouest. Tandis que Hamilton mène sa charge de cavalerie sur l'aile gauche, les régiments de Sparre et du Västmanland avancent droit devant et prennent le contrôle de la redoute la plus à gauche de la ligne transversale avant de poursuivre leur route à travers la forêt de Malyïe Boudichtchi. Lewenhaupt, qui se trouve tout à droite avec la colonne de Lagercrona et la Livgarde, se rend compte qu'ils avancent trop vite et que les autres colonnes sur la gauche sont coincées au niveau des redoutes, ce qui entraîne une brèche dans la formation suédoise. Il supplie Rehnskiöld de ralentir toutes les colonnes pour attendre les autres bataillons et reformer les lignes. Gyllenkrok partage son avis, mais Rehnskiöld, qui se trouve à proximité, ordonne d'avancer à toute vitesse pour ne pas laisser aux Russes le temps de réfléchir, un avis partagé par Stackelberg. Les bataillons aux prises avec la troisième redoute, retardés, se retrouvent ainsi coupés du gros des troupes suédoises,,.
Dans ces circonstances, Lewenhaupt décide de se diriger avec ses six bataillons vers le flanc sud du camp principal russe, où il a découvert un point faible dans les fortifications. Ses hommes traversent un ravin devant le camp et, arrivés à un kilomètre environ, se préparent à prendre d'assaut les défenses au sud du camp russe. Ils sont repérés par l'artillerie russe qui commence à leur tirer dessus, ainsi que sur la cavalerie suédoise qui avance dans la plaine. Au même moment, plusieurs unités d'infanterie russes commencent à évacuer le camp de l'autre côté de la Vorskla sur l'ordre du tsar,.
Rehnskiöld s'inquiète de l'évolution de la situation. Il découvre que l'aile gauche de l'infanterie s'est éloignée des redoutes, mais que les bataillons de Roos ont pris du retard et sont toujours engagés contre la troisième redoute et subissent des pertes. Le centre de gravité de la bataille ne se déplace pas vers la percée de Lewenhaupt sur le camp russe ; il reste au niveau de la lutte inutile de Roos contre la troisième redoute. L'initiative échappe aux Suédois au profit des Russes. Cherchant à garder ses troupes aussi soudées que possible, Rehnskiöld envoie des adjudants à Hamilton, Creutz et Lewenhaupt pour leur ordonner de cesser leurs attaques. Il leur demande de se diriger vers l'ouest pour se regrouper au bassin de Pobivanka, à l'ouest du camp russe, près de la forêt de Malyïe Boudichtchi,,,.
Lors de l'avancée au-delà des redoutes, Charles XII et sa suite progressent à une certaine distance derrière les bataillons de Lewenhaupt. La suite est attaquée de tous côtés par des cosaques, mais ceux-ci ne représentent pas une grande menace et ils sont ensuite chassés par un escadron de livdragons. Alors que la suite emprunte le même itinéraire que les cavaliers suédois, elle est accidentellement prise sous le feu croisé de la ligne de redoutes. La barre de droite du brancard royal est touchée, si bien que le brancard doit être réparé à la hâte au beau milieu du champ de bataille, sous le feu nourri des Russes qui tuent 8 dragons et 10 gardes. Le roi lui-même survit de justesse. Une fois son brancard réparé, Charles XII suit avec le régiment d'infanterie d'Östergötland dans la deuxième colonne,. Vers six heures, les bataillons de cavalerie de Creutz et Lewenhaupt commencent à quitter leurs positions exposées et l'armée se rassemble dans le bassin de Pobivanka. Sparre, qui a fait un détour par les bois sur la gauche, est le premier à arriver avec le régiment du Västmanland. Cependant, l'infanterie de trois des quatre colonnes manque. Rehnskiöld ordonne à Sparre de retourner vers les redoutes avec son régiment et avec le régiment de dragons de Hielm pour chercher les troupes de Roos et essayer de les conduire vers la force principale, qui commence maintenant à se rassembler à l'extrémité nord de la dépression près de la petite fondrière. Les soldats assemblés en profitent pour se reposer en formation serrée. Charles XII se joint à eux et ses courtisans le félicitent pour les succès remportés,.

### La retraite et la reddition de Roos

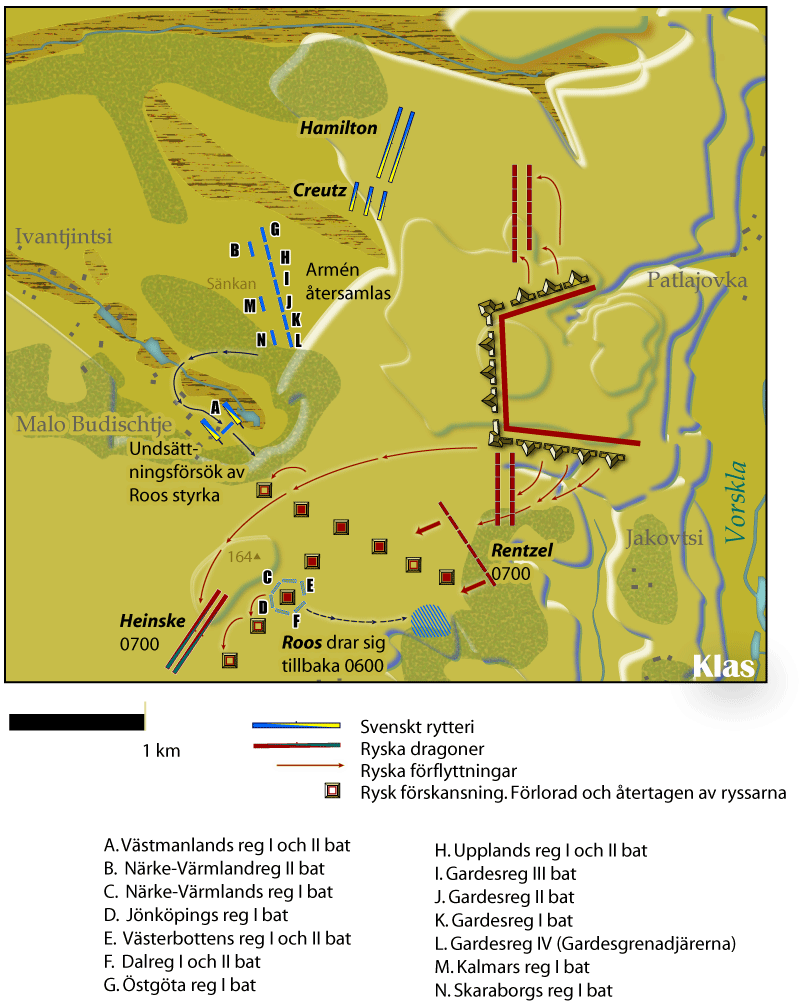
La colonne de Roos est séparée du gros des troupes suédoises.

D'après Moltusov, un rapport informe les Russes que les réserves suédoises se préparent à mener une deuxième offensive avec le soutien de l'artillerie de campagne. Le tsar ordonne à Menchikov de se porter à la rencontre de cette supposée menace à la tête d'un groupement tactique composé de cinq des bataillons d'infanterie de Rentzel et de cinq des régiments de dragons de Heinske. Les bataillons d'infanterie progressent à travers les bois tandis que les dragons empruntent la voie dégagée des redoutes. D'autres bataillons russes sortis du camp réoccupent les redoutes perdues lors des combats du matin, semble-t-il alors que Rehnskiöld est occupé à rassembler ses unités dispersées. Aucune force d'artillerie suédoise ne se présente, mais Menchikov tombe par hasard nez à nez avec les bataillons de Roos dans les bois. Croyant avoir affaire aux réserves suédoises, il décide de passer immédiatement à l'attaque,.
Roos aperçoit les dragons russes en plein air et l'infanterie qui avance dans les bois. Il organise les quatre bataillons qui lui restent en carré ouvert : le bataillon de Jönköping forme un angle droit avec le bataillon de Närke-Värmland, qui font face aux Russes. Le bataillon de Västerbotten est positionné à proximité et celui de Dalécarlie ferme le carré du côté gauche, sa propre aile gauche adossée à un bosquet de noisetiers pour empêcher les Russes de les prendre à revers. Heinske s'avance avec quelques escadrons, mais il fait volte-face sans ouvrir le feu ; cette opération, qu'il répète plusieurs fois, permet aux Russes de reconnaître les positions suédoises, qui sont également la cible de l'artillerie des redoutes. Schlippenbach décide à ce moment-là de se rendre auprès de Charles XII, mais son détachement se retrouve face à une partie des unités russes qui attaquent Roos. Après une brève échauffourée, les cavaliers suédois sont mis en déroute et Schlippenbach est capturé, mais le capitaine de la garde Carl Palmfelt parvient à s'échapper et à rallier à bride rabattue le reste des forces suédoises, tandis que Roos est attaqué de deux côtés,,.
Du fait de la supériorité numérique des Russes, de leur meilleur équipement et de la mort de la plupart de ses officiers, Roos est contraint de battre en retraite avec ses hommes pour s'enfoncer dans la forêt de Iakivtsi et tenter de rejoindre l'ancien campement de l'infanterie suédoise au sud, dans l'espoir d'y trouver du secours. Estimant avoir accompli sa tâche, Menchikov laisse la direction des opérations à Rentzel pour retourner auprès du tsar. Rentzel pourchasse les Suédois sans relâche à travers les bois et Roos s'interrompt à plusieurs reprises pour contre-attaquer. Après plusieurs échanges de coups de feu, les Suédois reprennent leur marche, mais les dragons de Heinske sont arrivés avant eux au campement suédois. Roos prend alors la direction de la colline du monastère, à l'intérieur duquel un petit groupe de soldats suédois se sont barricadés. Il les invite à le rejoindre dans sa retraite, mais ils refusent. En redescendant la colline, Roos est intercepté par quatre bataillons russes sortis de Poltava qui se dirigent vers la Vorskla et doit reculer vers une redoute abandonnée sur la berge de la rivière, à un demi-kilomètre au nord-est du monastère. Il installe une partie de ses hommes sur les remparts et garde les autres en réserve, mais la plupart sont blessés et les munitions commencent à manquer,,.
2 000 fantassins russes ne tardent pas à encercler la redoute. Rentzel envoie le lieutenant-colonel Alexeï Kirov offrir à Roos une reddition honorable. Le major général suédois hésite et demande un délai de réflexion de deux heures qui lui est accordé. Après avoir réuni ses derniers officiers survivants en conseil de guerre, il détermine qu'il ne pourra pas résister à un assaut russe et décide de se rendre à 9 h 30, mais il exige que ses blessés soient soignés et qu'ils puissent garder leurs uniformes, ce que Rentzel accepte. Il ne reste alors que 400 survivants sur les 2 600 hommes (six bataillons) menés par Roos au début de la bataille, les autres ayant été tués, laissés pour morts sur le champ de bataille ou faits prisonniers. L'armée suédoise a ainsi perdu le tiers de son infanterie,,,,,,.

### Affrontements autour de Poltava
À peu près au moment où Menchikov reçoit l'ordre d'attaquer les troupes de Roos, le colonel Ivan Mikhaïlovitch Golovin est envoyé avec un petit détachement de trois bataillons pour s'emparer de la colline du monastère. Il accomplit sa mission sans grande difficulté, l'artillerie suédoise qui y était stationnée ayant effectué sa retraite quelques jours plus tôt et les quelques Suédois barricadés à l'intérieur du monastère étant incapables d'opposer une résistance significative. Le colonel Alexeï Miakinin est chargé de tenir le monastère avec le régiment de Rostov et ses canons de trois livres neufs. Les succès de Menchikov, Rentzel et Golovin permettent aux Russes d'établir une ligne de communication directe entre le camp russe et la forteresse de Poltava avant même la fin de la bataille.
Dans Poltava assiégée, le commandant Kelin apprend dans la matinée que les secours arrivent et qu'il doit préparer ses hommes au combat. Les régiments suédois du Södermanland et de Kronoberg sont retranchés sur leurs positions au sud-ouest, tandis que de petits détachements de dragons et de zaporogues sont postés autour de la ville pour donner l'illusion d'un siège total. La situation des assigéants devient plus difficile lorsque les quatre bataillons de Kelin forcent Roos à se retrancher dans la redoute au nord-est, avec la jonction entre la garnison de Kelin et les hommes de Golovin et Rentzel. En apprenant la reddition de Roos, Kelin effectue une sortie en force avec ses quatre bataillons et parvient à s'emparer d'une redoute suédoise près de la Vorskla, défendue par 40 soldats du régiment du Södermanland. Il mène ensuite d'autres offensives plus limitées contre les assiégéants, obtenant la reddition de 140 hommes du régiment de Kronoberg stationnés à Masurovka. Avec le soutien des alliés cosaques et des quatre régiments de dragons de Heinske, Kelin peut finir de dégager les alentours de la forteresse de Poltava. Le commandant de régiment Cronman rassemble ses troupes dans les tranchées autour de l'enceinte de la ville pour se préparer à un mouvement en tenaille. Les Russes parviennent à prendre le contrôle d'une batterie de deux canons et le commandant de régiment Weidenhaijn est tué, mais les combats finissent par se calmer sans que les Suédois n'aient cédé davantage de terrain. Le capitaine suédois Christoffer Adolf Wenden, du régiment du Södermanland, essaie de négocier sa reddition avec les Russes, mais il est tué par ses propres soldats pour avoir agi sans l'autorisation de sa hiérarchie. Cronman refuse quant à lui de se rendre et les combats reprennent dès le retour au camp des négociateurs russes,,,,.
Les Russes effectuent plusieurs charges sur les positions suédoises. Ils arrivent parfois à déloger leurs adversaires, mais les contre-attaques suédoises leur font perdre immédiatement le terrain gagné. Ce va-et-vient dure pendant une bonne demi-heure. Dans l'après-midi, les Suédois se désengagent et abandonnent les tranchées sur l'ordre de Cronman pour se réfugier dans le ravin situé juste derrière. Les unités suédoises isolées doivent se frayer un chemin à travers les rangs russes, au prix de lourdes pertes. Les soldats y retrouvent le capitaine de dragons Carl Gustaf von Trautwetter, qui leur demande de rallier la Livgarde stationnée à Nijni Mlini pour marcher ensuite vers Pouchkarivka. Les Russes ne les poursuivent pas. En tout, les régiments du Södermanland et de Kronoberg déplorent environ 160 tués autour de Poltava.

### Les armées se regroupent

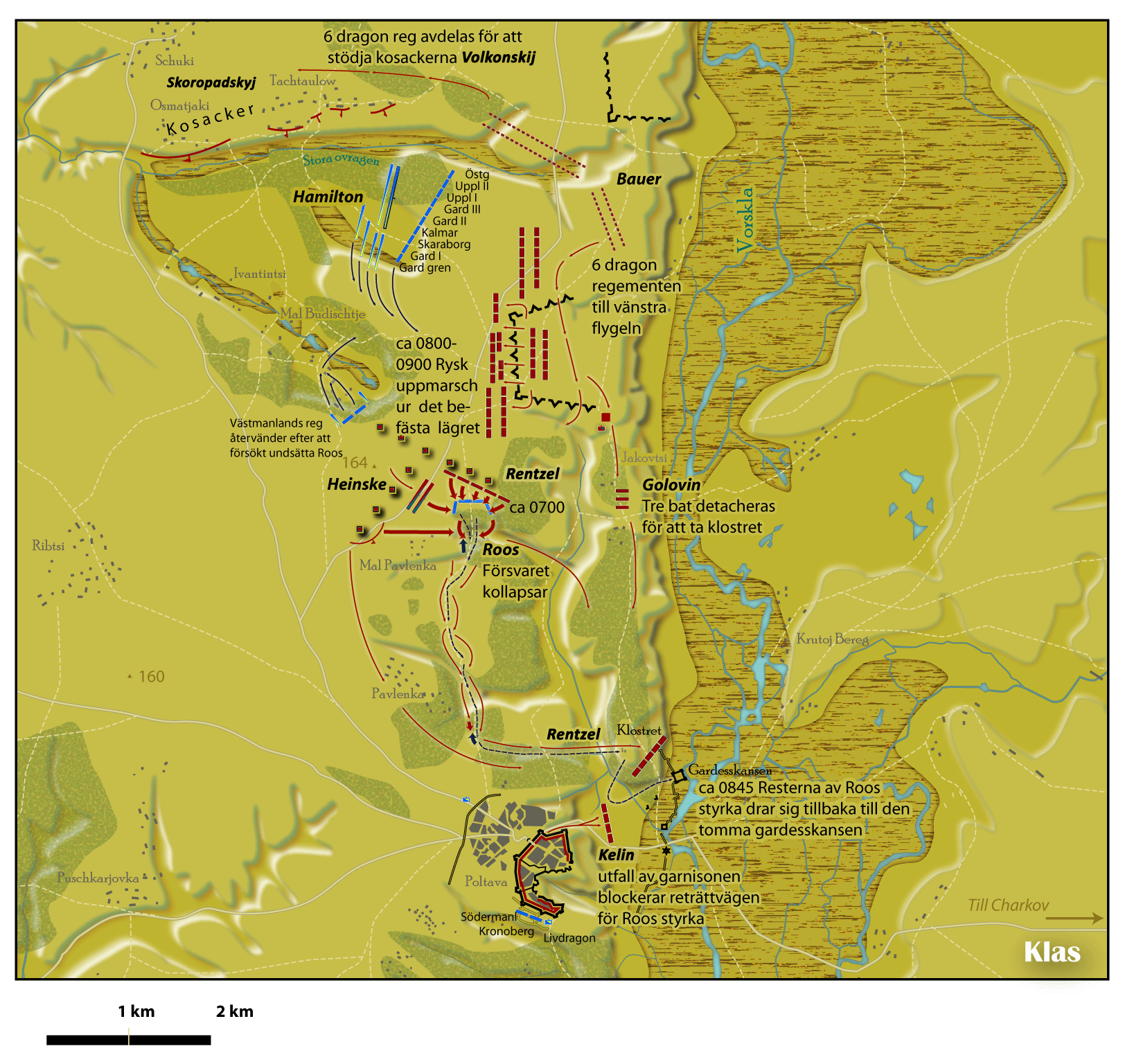
Les deux armées se mettent en position à l'ouest du camp russe.

La première phase de la bataille s'achève vers six heures du matin et laisse place à une période d'accalmie durant laquelle les deux armées sont plus passives. Les troupes du roi se trouvent alors dans le creux de Pobivanka, près de la forêt de Malyïe Boudichtchi, tandis que celles du tsar restent dans leur camp et dans les redoutes. Les commandants russes sont soulagés que l'attaque suédoise ait échoué, que leurs troupes n'aient subi que peu de pertes et qu'elles contrôlent toujours le camp et la majeure partie du système de redoutes. En outre, les dragons russes ont gagné en moral après les combats du matin et les unités russes qui avaient commencé à battre en retraite de l'autre côté de la rivière sont rappelées. Le camp russe est alors défendu par 10 bataillons du côté sud et 13 bataillons du côté nord, qui se déplacent pour former deux lignes et effectuer leur jonction avec les unités de dragons sur les ailes. Les irréguliers à cheval de Skoropadsky, soutenus par les régiments de dragons de Volkonsky, se déplacent de Malyïe Boudichtchi vers Takhtaoulove, où ils sont idéalement placés pour attaquer les flancs et l'arrière de l'armée suédoise. Malgré tout, le commandement russe reste convaincu que leurs adversaires sont invaincus et ignore la position exacte des troupes et de l'artillerie suédoise,.

#### L'armée russe
Pendant l'accalmie des combats, le commandement russe recueille des rapports concernant la situation à Poltava, Semenivka, Petrovka et le long du bassin de Pobivanka, et ordonne une série de préparatifs pour résister à la prochaine attaque suédoise. Une fois la situation éclaircie, Pierre Ier convoque ses généraux pour un conseil de guerre vers sept heures du matin. Ils sont divisés sur la marche à suivre face à la situation désormais passive des Suédois. Certains souhaitent que l'armée russe reste dans son camp, alors que d'autres veulent prendre l'initiative et déployer les troupes en ordre de bataille. Le tsar tranche en faveur de la deuxième option et décide de faire sortir ses hommes sur le terrain plat et dégagé qui se situe juste devant le côté occidental du camp russe.
L'ordre du tsar est appliqué dans les deux heures qui suivent et l'armée russe sort du camp en bon ordre. Pierre Ier prend personnellement le commandement avec le soutien de Cheremetiev, qui dirige spécifiquement l'infanterie. L'armée se déploie en trois corps : la division du lieutenant général Mikhaïl Golitsyne (12 ou 13 bataillons) à droite, la division du général Anikita Repnine (14 bataillons) au centre et la division du général Ludwig Nikolaus von Hallart (de) (15 bataillons) à gauche. Pierre Ier organise ses troupes sur deux lignes : la première se compose de 10 000 hommes répartis en 24 bataillons et la deuxième, à 300 pas derrière, comprend 8 000 hommes répartis en 18 bataillons. Au sein de chaque ligne, les bataillons sont répartis sur quatre rangs avec un espace de 10 m entre deux bataillons, si bien que les lignes russes sont plus larges de 200 m que les lignes suédoises. 14 bataillons restent au camp comme réserves tactiques, parmi lesquels les bataillons de Rentzel et Golovine détachés contre Roos.
La division de Golitsyne comprend les quatre bataillons du régiment Préobrajenski, les trois bataillons du régiment Semionovski, les quatre bataillons du régiment d'Ingrie et les deux bataillons du régiment d'Astrakhan. La division de Repnine comprend les deux bataillons du régiment de grenadiers de Taylor/Lacy, les trois bataillons du régiment de Kiev, les trois bataillons du régiment de Narva, les deux bataillons du régiment de Chlisselbourg, les deux bataillons du régiment de Novgorod et les deux bataillons du régiment de Boutyrski. Enfin, la division de Hallart comprend les trois bataillons du régiment de Moscou, les deux bataillons du régiment de Pskov, les deux bataillons du régiment de Vologda, les deux bataillons du régiment de Kazan, les deux bataillons du régiment de Nijni Novgorod, les deux bataillons du régiment de Sibir et les deux bataillons du régiment de grenadiers de Busch,.
Entre les bataillons de la première ligne, 25 canons légers de trois livres sont disposés pour accompagner l'infanterie. Les plus gros canons restent à l'intérieur du camp sous les ordres du colonel Günther. Plusieurs de ces canons sont de type obusier et mortier et peuvent tirer sans risques au-dessus des lignes russes grâce à leurs trajectoires élevées. D'autres pièces sont disposées sur des remblais de terre, permettant aux artilleurs de tirer en droite ligne au-dessus de l'infanterie russe pour la soutenir jusqu'au moment de la mêlée. En tout, les Russes diposent de 70 pièces d'artillerie pour la bataille principale.
Les dragons russes sont regroupés sur les deux flancs de l'infanterie. Ils représentent entre 9 000 et 9 500 hommes, répartis en 73 escadrons après les pertes subies lors de la première phase des combats. L'aile droite de la cavalerie comprend 43 escadrons sous les ordres du lieutenant général Bauer, tandis que l'aile gauche comprend 30 escadrons sous les ordres de Menchikov en personne. L'aile droite forme deux lignes au sud du village et du ravin de Pobivanka : la première ligne comprend les quatre escadrons de l'Escadron général, l'escadron de gardes du corps de Cheremetiev, les trois escadrons du 3e régiment de dragons grenadiers, les cinq escadrons du régiment de dragons de Moscou (ru), les cinq escadrons du régiment de dragons de Novotroïtsk et les cinq escadrons du régiment de dragons d'Arkhangelsk (ru), tandis que la deuxième ligne se compose de cinq escadrons issus des régiments de dragons de Vladimir, Vologoda (ru), la Neva et Nijni Novgorod. L'aile gauche de la cavalerie est organisée sur une seule ligne et comprend cinq escadrons issus du régiment de gardes du corps et des régiments de dragons de Iaroslav, Kiev, Ingrie, Viatka et Novgorod.

#### L'armée suédoise
Le gros de l'armée suédoise attend pendant deux heures dans le bassin de Pobivanka, jusqu'au moment où sont aperçus au loin quelques bataillons que le commandement suédois croit appartenir à Roos. Fort de cette conviction, Rehnskiöld veut partir à l'attaque du camp russe. Il envisage un assaut combiné de l'infanterie et de la cavalerie à partir d'une position au nord de la petite fondrière afin de couper les voies de retraite russes vers le nord. Les Suédois seraient également en mesure d'isoler le gros de la cavalerie russe au nord des bataillons stationnés dans le camp pour les éliminer l'un après l'autre. Afin de mener à bien ces manœuvres, le commandement suédois décide de faire appel aux renforts et à l'artillerie de campagne, sous les ordres de l'adjudant-général Anders Gideon Gyldenklou. Pendant ce temps, l'infanterie est envoyée vers le nord, à travers la petite fondrière, en direction d'un petit bosquet sur l'autre rive du ruisseau de  Takhtaoulove, où ont été aperçues quelques unités de cavalerie russes et des cosaques en retraite vers Osmatjiki. Les bataillons en marche sont soudain pris pour cible par des tireurs d'élite cosaques dissimulés dans les cours de ferme environnantes. 50 soldats suédois sont envoyés pour les repousser tandis que le bataillon de Närke passe d'une formation en colonne à une formation en ligne pour affronter la cavalerie russe. De son côté, la cavalerie suédoise attend près de la lisière septentrionale de la fondrière où elle entre en contact avec quelques escadrons russes en retraite. Certaines unités suédoises les poursuivent avant de recevoir des contre-ordres de Rehnskiöld.
Rehnskiöld reçoit peu après un rapport de Gyldenklou. En chevauchant vers le sud, celui-ci est tombé sur ce que le commandement suédois croyait être des bataillons de Roos, qui se sont avérés des bataillons russes. Gyldenklou a fait demi-tour au galop pour rapporter cette nouvelle à son supérieur. Au même moment, Rehnskiöld apprend que le régiment de Västmanland et les dragons de Hielm, en lutte avec les irréguliers russes à cheval, n'ont pas réussi à rejoindre Roos. Le capitaine Palmfelt indique l'emplacement des bataillons de Roos et Sparre précise que le major-général est retranché dans une forêt et tient bon,,,.
Vers neuf heures du matin, Creutz et le lieutenant Giertta rapportent à Rehnskiöld qu'ils ont vu, depuis une petite colline près de la dépression, plusieurs bataillons russes sortir du camp et commencer à se mettre en ordre de bataille. Rehnskiöld n'est pas convaincu : il est persuadé que les Russes n'oseraient jamais défier ainsi l'armée suédoise. Il se rend donc en personne sur la petite colline pour le voir de ses propres yeux. En découvrant la situation de l'armée russe, Rehnskiöld, conscient de la position défavorable de ses propres troupes, se presse d'aller faire son rapport à Charles XII.
Rehnskiöld décide que le gros de l'armée suédoise doit immédiatement marcher vers le sud et l'ancienne zone de retraite autour du bassin de Pobivanka afin d'y affronter l'infanterie russe. À l'arrivée des colonnes d'infanterie, il ordonne à Lewenhaupt de les déployer en ligne face aux lignes russes, qui se trouvent alors à un kilomètre de là. Ce qui reste de l'infanterie suédoise s'étire sur 1 400 à 1 500 m, avec des intervalles de 50 m entre chaque bataillon, afin d'empêcher toute manœuvre de flanquement adverse,. Cette ligne se compose de 4 000 soldats répartis en 10 bataillons. Chacun de ces bataillons a perdu en moyenne 50 tués ou blessés à la suite des affrontements autour des redoutes et ils se composent donc de 300 à 400 hommes chacun. En partant de la droite, on trouve le premier bataillon de la Garde commandé par le capitaine Gustaf Gadde, le bataillon de grenadiers de la Garde du capitaine Libert Rosenstierna, le bataillon de Skaraborg d'Ulfsparre, les deuxième et troisième bataillons de la Garde commandés par le capitaine Hans Mannesvärd et le major Erik Gyllenstierna respectivement, les deux bataillons du régiment d'Uppland commandés par Stiernhöök et le lieutenant-colonel Fredrik von Post, le bataillon d'Östgöta commandé par Appelgren, et pour finir, le deuxième bataillon de Närke-Värmland commandé par le colonel Georg Johan Wrangel tout à gauche. Les deux bataillons du régiment du Västmanland ne sont pas encore revenus de leur tentative de secourir Roos.
La cavalerie suédoise éprouve des difficultés à manœuvrer et sécuriser les ailes de l'infanterie. Les hommes de Hamilton sont chargés dans un premier temps de protéger les ailes contre la cavalerie de Volkonski et Skoropadsky près du grand ouvrage, mais Hamilton ne se positionne pas à temps le long de l'aile gauche de l'infanterie. À droite, les hommes de Creutz manquent de place pour manœuvrer, coincés entre l'infanterie d'un côté et la forêt de Malyïe Boudichtchi avec ses bosquets et ses fondrières. Creutz reçoit l'ordre de se déployer dans l'espace réduit derrière les lignes d'infanterie. Pour faciliter les choses, Rehnskiöld ordonne à Lewenhaupt de faire bouger l'infanterie au niveau d'une petite clairière sur la droite, mais Lewenhaupt interprète mal cette consigne et déplace ses hommes vers la droite et la forêt, menaçant de réduire à néant l'espace disponible pour la cavalerie. Rehnskiöld parvient à interrompre ce mouvement à temps et adresse une violente réprimande à Lewenhaupt. La cavalerie de Creutz se désorganise durant ces déplacements.

### L'attaque finale

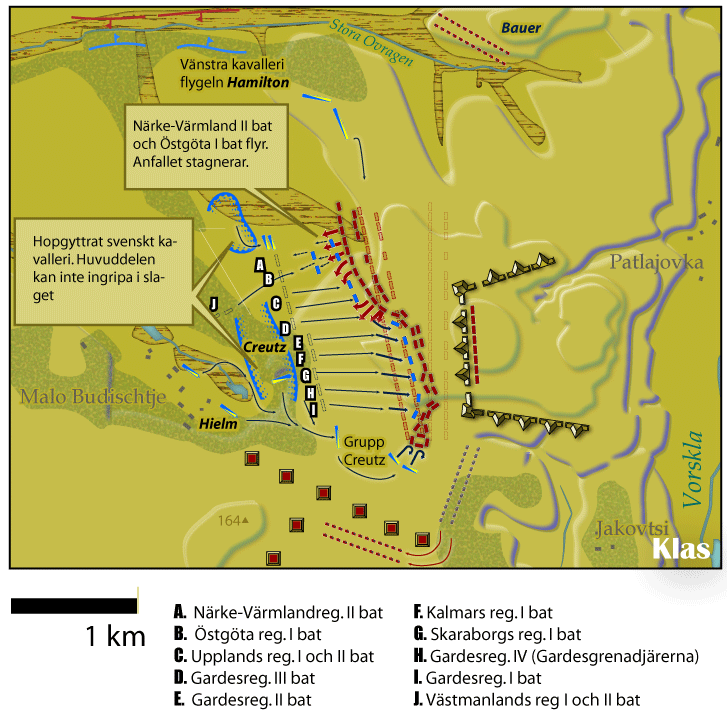
La charge d'infanterie suédoise.

Vers 9 h 45, les dix bataillons suédois commencent à avancer en direction de la première ligne d'infanterie russe. Ils parcourent en neuf minutes environ les 700 à 800 m qui les séparent tandis que l'artillerie russe les bombarde de manière soutenue. Pendant ce temps, la cavalerie de Menchikov s'avance entre les redoutes de la ligne transversale et celle de Bauer profite de la crête sèche et ferme du village de Pobivanka pour avancer sans entrave juste à l'extrémité gauche des lignes suédoises. À dos de cheval, Lewenhaupt dirige l'infanterie sur l'aile droite et lui interdit de tirer avec ses mousquets. Lorsqu'il ne reste plus que 200 m entre les soldats suédois et russes, Lewenhaupt ordonne à ses troupes d'accélérer le rythme, tandis que l'artillerie russe en première ligne les arrose à coups de grapeshot, puis de canisters une fois les Suédois encore plus près. Depuis l'aile droite russe, des boulets de canon sont également tirés en diagonale vers l'avant et rebondissent le long de la ligne d'infanterie suédoise. Avec cet angle de tir, un seul boulet de canon peut frapper une douzaine de soldats, contre quatre pour un tir frontal. Les tirs d'artillerie russes causent des pertes massives au sein des bataillons suédois avant même que ces derniers n'arrivent au contact. Une fois arrivés à trente pas de l'ennemi, les Suédois tirent avec leurs mousquets sur la ligne russe. Cette salve connaît des résultats mitigés : elle est efficace par endroits, mais à d'autres, elle est presque sans effet en raison de la mauvaise qualité de la poudre à canon. Lewenhaupt cesse immédiatement le feu pour envoyer ses hommes à l'assaut des Russes avec leurs épées et leurs baïonnettes. Les quatre premiers rangs russes tirent une volée concentrée alors que les Suédois se trouvent à une cinquantaine de pages, entraînant de lourdes pertes dans les rangs suédois Des quatre rangs de la première ligne russe, une volée concentrée a été tirée alors que les Suédois étaient déjà à une distance d'environ cinquante pas, causant une grande perte d'hommes dans les rangs suédois,,,,,.
Les Caroliniens traversent la première ligne russe. Sur la droite, les deuxième et troisième bataillons de la Garde et les régiments d'Uppland, de Kalmar et de Skaraborg, tous sous le commandement direct de Lewenhaupt, lancent un assaut direct qui désorganise la division de Hallart sur la gauche russe. Des brèches se forment parmi les régiments russes inexpérimentés et les Suédois parviennent aussi à s'emparer de quelques canons. Dans une mêlée féroce, les Russes cèdent devant l'attaque impitoyable de la Garde. Pierre Ier aurait pris en personne la tête d'unités de la deuxième ligne russe pour relayer les unités de la première ligne sous la pression des Suédois. Cette deuxième ligne avance pour rendre physiquement impossible tout déplacement vers l'arrière. Sur la gauche, l'avancée des régiments d'Östgöta et de Närke-Värmland est plus lente et moins efficace, d'autant que plusieurs officiers ont été tués ou blessés pendant la charge. Les divisions de la Garde russes, avec les régiments expérimentés Préobrajensky et Semionovsky, tiennent bon en lâchant leurs piques pour tirer en continu sur les Suédois. Cela créée un effet de porte tournante, avec l'aile droite suédoise qui avance rapidement vers l'aile gauche russe tandis que l'aile gauche suédoise est repoussée par l'aile droite russe. La ligne suédoise s'étire de plus en plus, avec des brèches de 100 à 150 m par endroits entre les bataillons lorsque l'aile gauche suédoise se regroupe. Des soldats russes se retrouvent ainsi entre les deux ailes suédoises et enveloppent l'aile gauche suédoise des deux côtés. Au bord, la situation devient intenable et des soldats des régiments d'Östgöta et de Närke-Värmland jettent leurs armes pour s'enfuir vers l'arrière,,,,.
Entre-temps, Rehnskiöld a rejoint Creutz, occupé à s'extraire des marécages, sur l'aile droite de la cavalerie. Creutz forme un groupe de combat avec ce qui est disponible : des escadrons du régiment de la Garde à cheval, le régiment de cavalerie de Norra Skånska et les dragons de Nils Hielm. Creutz vise l'infanterie russe qui entoure les Suédois à l'extrême droite et tente de semer la panique dans les rangs russes. En les voyant approcher, les quatre bataillons du régiment de grenadiers de Busch et du régiment de Nijni Novgorod s'arrêtent pour former un carré. Les canons russes tirent à plein régime sur les cavaliers suédois qui s'approchent. Creutz ne peut rien faire, mais son intervention accorde un répit temporaire aux bataillons de la Garde. Pendant ce temps, les dragons de Menchikov surgissent à l'arrière et sur la droite. Creutz change de cible, passant de l'infanterie à la cavalerie, avec de meilleurs résultats. Les dragons russes battent en retraite, talonnés par les cavaliers de Creutz. Lorsque le premier bataillon et le bataillon de grenadiers de la Garde sur la droite aperçoivent les cavaliers de Creutz qui s'éloignent d'eux, le moral des soldats s'effondre. Néanmoins, tous les bataillons de la Garde parviennent à se retirer en bon ordre après une mêlée de 15 à 20 minutes,,,,,.

### La débandade suédoise et la poursuite russe

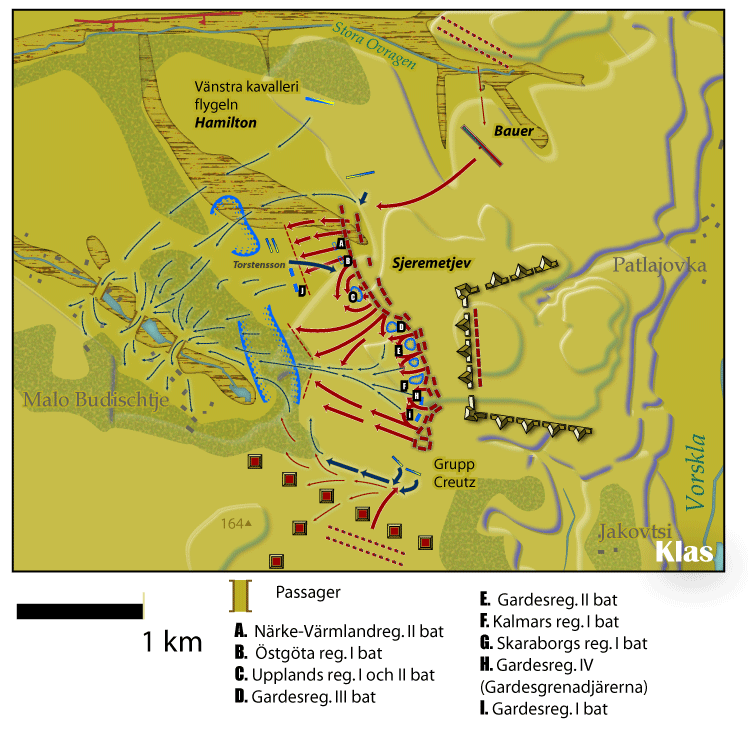
L'encerclement des troupes suédoises et le début de la retraite.

Lewenhaupt remarque la situation et se dirige vers la gauche, où il exhorte le major général Sparre et le colonel Appelgren, blessé, à mettre leurs régiments en position, mais les troupes en fuite sont terrifiées et ignorent les ordres de leurs officiers. Gyllenkrok rassemble quant à lui une troupe de cavaliers pour aider les fantassins affaiblis sur le flanc gauche. Accueillie par un feu nourri de la part des Russes, cette troupe doit battre en retraite. Rehnskiöld s'est lui aussi aperçu du désastre imminent sur la gauche et se précipite vers l'aile gauche de la cavalerie pour apporter des renforts aux fantassins en difficulté. La cavalerie suédoise, tant à droite qu'à gauche, est désorganisée. Seul le colonel Torstenson, du régiment de Nyland, monte à l'assaut avec deux escadrons pour tenter de combler la grande brèche dans la ligne d'infanterie. Les soldats de la Garde russe repèrent ce danger et se forment en carré. Les escadrons suédois s'empalent sur les piques et les mousquets russes et presque tous les hommes sont tués, comme Torstenson lui-même. Alors que l'aile gauche de l'infanterie suédoise commence à fuir en panique vers la forêt de Malyïe Boudichtchi, les bataillons de l'aile droite, plus performants, se retrouvent pris dans un piège mortel. L'historien Peter Englund décrit la suite des événements comme une variante du scénario de la bataille de Cannes, le recul russe laissant les forces suédoises vulnérables à une manœuvre de débordement. Il souligne que c'est davantage la conséquence de la charge réussie de l'infanterie suédoise que le résultat d'un plan réfléchi de la part des Russes,. Les Caroliniens en fuite subissent des pertes supplémentaires sous les coups de l'artillerie de campagne russe,,,,.
Plusieurs escadrons suédois, principalement des régiments de dragons de Hielm et Taube, attaquent les troupes russes pour les désorganiser et offrir du répit à l'aile gauche de l'infanterie suédoise qui bat en retraite, mais ils sont tous repoussés par les volées des mousquets russes. L'aile gauche de la cavalerie de Hamilton, composée à ce moment-là d'environ 2 000 cavaliers du régiment de dragons de Scanie et des régiments de cavalerie du comté de Turku et d'Ostrogothie, est de son côté occupée à repousser les détachements de Bauer et de Volkonsky près du grand ouvrage et à les empêcher d'enfoncer les fantassins suédois. Peu après, la garnison du prince Maximilien est encerclée par les Russes et perd un étendard. Le prince, furieux, se fraye un chemin à travers les troupes russes à la tête de ses dragons et du régiment de cavalerie d'Östgöta et capture en peu de temps cinq étendards russes. Ce fait d'armes entraîne de lourdes pertes et les hommes du prince commencent à céder, après quoi Maximilien décide de tenter une percée vers Charles XII. Le commandant de l'aile gauche de la cavalerie suédoise, Hamilton, est capturé pendant le combat inégal contre l'aile droite russe dans la forêt de Malyïe Boudichtchi, et plusieurs unités de cavalerie cessent d'attaquer pour fuir aux côtés de l'aile gauche de l'infanterie,,. Lewenhaupt abandonne ses efforts pour empêcher la retraite de cette aile gauche et tente de remonter vers l'aile droite, mais celle-ci est complètement encerclée par les troupes russes, qui bloquent le chemin de Lewenhaupt. Lewenhaupt décide alors de suivre les troupes en fuite dans la forêt de Malyïe Boudichtchi pour essayer de les rallier, mais il ne parvient pas à arrêter les fantassins suédois en fuite, ni l'aile droite de la cavalerie déjà sur place qui les suit. Pris de panique, le major général Lagercrona donne des ordres qui contribuent à réduire à néant la discipline dans les escadrons déjà désorganisés.
Les derniers bataillons suédois présents sur le champ de bataille sont alors complètement isolés et confrontés à un raz-de-marée de mousquets, baïonnettes et piques russes. Sur les dix commandants de bataillon suédois ayant dirigé des troupes lors de l'attaque, sept sont tués dans la demi-heure qui suit et les autres sont tous blessés. Le major Gyllenstierna et le capitaine Mannersvärd sont tués, de même que plusieurs autres officiers de leurs bataillons de garde, et le bataillon de Kalmar a perdu presque la moitié de ses hommes, y compris le commandant de régiment Ranck. Dans le bataillon de Skaraborg, le commandant du régiment, Ulfsparre, est tué, et sur 500 hommes, il n'en reste que 40 après la bataille : 13 officiers et 27 soldats. Le régiment d'Uppland est contraint de lutter jusqu'à la mort et la plupart des soldats qui le composent perdent la vie sur le champ de bataille, dont leur commandant Gustav Stiernhöök. On dénombre seulement 14 survivants sur les 700 hommes qu'il comptait au début de la bataille.
Une partie des Caroliniens en fuite s'enlise dans le bourbier où ils sont rattrapés et massacrés par les Russes qui les pourchassent. Pour échapper à ce sort, les unités encore en bon ordre restent solidaires ou s'amalgament en détachements plus importants. Une trentaine de soldats du régiment du Västmanland, commandés par le lieutenant-colonel Carl Anders Sinclair, se retranche derrière une ferme et parvient à négocier sa reddition aux hommes de la division de Repnine. Stackelberg, Appelgren et Josias Cederhielm (sv) sont également faits prisonniers,.
Charles XII envoie deux dragons à Creutz pour lui ordonner d'arrêter de pourchasser les dragons de Menchikov, qui se sont enfuis vers les maisons de Malyïe Boudichtchi. Creutz rassemble autant de cavaliers que possible, principalement issus du régiment de cavalerie de Scanie du Nord et des escadrons de dragons de Hielm, et effectue un mouvement tournant au milieu des troupes russes en fuite pour rejoindre le roi. Pendant ce temps, sur le champ de bataille, Gyllenkrok assiste Gyllenstierna et son régiment de dragons pour attaquer les bataillons russes qui poursuivent l'aile droite de l'infanterie suédoise, qu'ils encouragent à se replier en bon ordre. Les Russes forment un carré et tirent une salve qui fait reculer les dragons suédois. Gyllenkrok manque d'être tué par un fantassin russe durant cet engagement,,.

### CharlesXIIfuit le champ de bataille
Charles XII et sa suite accompagnent l'aile droite de l'infanterie suédoise lors de sa charge. Ils s'installent sur une petite colline derrière les lignes, protégés par les 14 membres de la Garde survivants, 4 dragons et les survivants du régiment de dragons de la Garde et du régiment de cavalerie de la Garde. Les quelques soldats russes qui attaquent la suite du roi sont repoussés sans grande difficulté. Lorsque les bataillons suédois commencent à prendre la fuite, Rehnskiöld rejoint le roi pour l'avertir que son infanterie commence à le déserter. Avant de retourner dans la mêlée, il enjoint les hommes de la Garde à défendre leur souverain,. Lorsque la fumée et la poussière des combats se dissipent, le roi et son entourage découvrent qu'ils sont les derniers Suédois encore debout dans la plaine. Alors que les Russes commencent à les encercler, Charles XII ordonne la retraite.

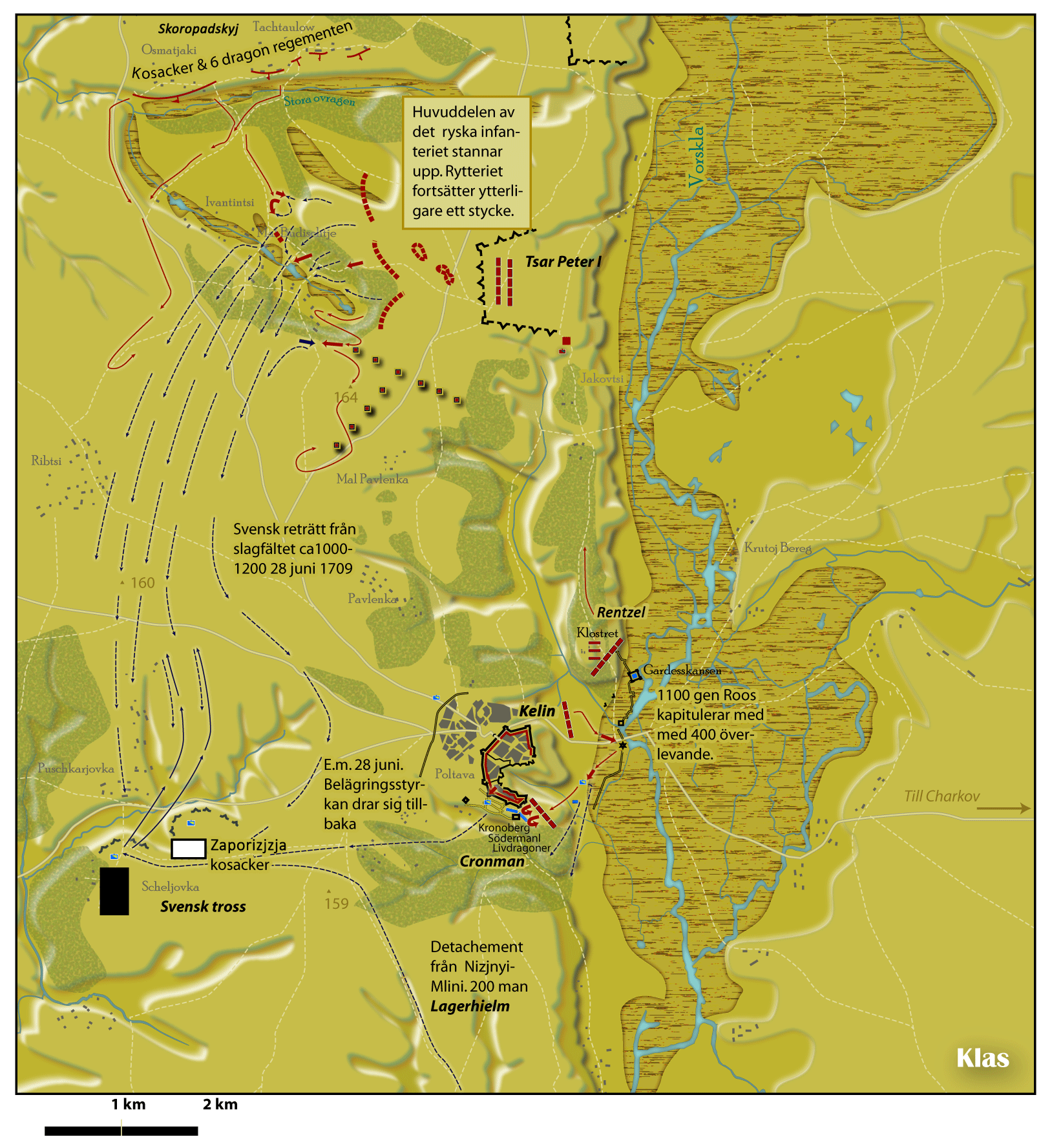
La retraite suédoise.

Le groupe s'éloigne vers la lisière des bois, à 800 m au nord-est de l'église de Malyïe Boudichtchi, lorsqu'il est menacé par un bataillon russe muni de canons. Creutz, présent avec ses cavaliers, l'escorte entre le bataillon russe et la forêt. Les soldats russes pivotent à droite et font feu sur la suite de Charles XII. Les Suédois continuent à fuir à travers les bois et en direction d'un marais, talonnés par les Russes. Les chevaux de la suite du roi s'embourbent dans une fondrière et un boulet de canon russe brise la civière du roi et fait tomber les deux chevaux qui la portaient. Dressés au bord de la moraine, les Russes font feu. Plusieurs membres de l'entourage du roi se sacrifient pour le sauver en s'interposant devant les tirs ennemis. Charles XII est hissé sur le cheval d'un certain Bass, mais l'animal ne peut faire que quelques pas avant qu'un boulet de canon ne lui arrache une jambe. Ayant besoin d'une nouvelle monture, le roi réclame celle du lieutenant de dragons Giertta. C'est sur son dos qu'il échappe au piège mortel des marais, accompagné de trois membres de la Garde et des autres survivants de sa suite. Ils abandonnent Giertta, qui est secouru au dernier moment par ses frères Adam et Christian. La vingtaine de soldats restés dans le marais sont tués ou faits prisonniers. Plusieurs courtisans trouvent également la mort dans cette fondrière, comme le greffier Stephan Hirschenstierna et le chambellan Gustaf Adlerfelt (sv),,,.
Le lieutenant de dragons Hårdh s'écarte de la suite de Charles XII pour tenter de rallier davantage d'hommes pour défendre le souverain parmi les troupes en fuite. Il croise Lewenhaupt et lui demande son aide, sur quoi le général chevauche jusqu'aux fuyards et les exhorte à tenir bon, car le roi est tout près. Il parvient ainsi à reconstituer une unité cohérente d'infanterie et de cavalerie pour la retraite. Lewenhaupt conseille à Charles XII de rejoindre les réserves au sud avec son escorte et une paire de cavaliers valaques comme guides. Lewenhaupt envoie un cavalier comme éclaireur avec l'ordre pour les régiments de réserve de se porter à la rencontre du roi sur le champ. Durant ce trajet, l'escorte du roi n'est troublée que par quelques cosaques qui sont repoussés sans pertes significatives. Elle est rejointe par le capitaine Baltzar von Dahlheim (sv), qui l'escorte jusqu'aux réserves. À son arrivée, vers 13 h, le roi est accueilli par le général-major Meijerfeldt et le lieutenant de dragons Hårdh,,,.

### Ultimes affrontements
Bien que la majeure partie des troupes suédoises soit en fuite dans la forêt de Malyïe Boudichtchi et aux alentours, quelques unités continuent alors à se battre. Certains escadrons de dragons de Taube et Hielm se battent encore pour retarder la progression de leurs homologues russes. Postés derrière une chaussée abrupte, ils repoussent toute une série d'attaques et empêchent les Russes de franchir cet obstacle derrière lequel se trouvent de nombreuses troupes suédoises en fuite. Les dragons suédois tiennent un quart d'heure avant de se joindre à la retraite. Creutz ramène ses escadrons à travers la forêt, dépasse le village de Malyïe Boudichtchi et débouche sur la plaine. En chemin, quelques cavaliers du régiment de cavalerie de Scanie du Nord s'enlisent dans les morasses piétinées, parmi lesquels leur commandant Gustaf Horn, qui est fait prisonnier. Les dragons survivants de Taube et Dücker se rassemblent autour de Rehnskiöld et Piper. Ce dernier exhorte le maréchal à maîtriser ses hommes en fuite, mais Rehnskiöld, découragé, se contente de lui répondre : « Tout est perdu. » Ils rejoignent ensuite Gyllenkrok, puis chacun part dans une direction différente. Rehnskiöld prend la tête d'une petite troupe pour mener une charge suicidaire sur la redoute la plus proche de la forêt de Malyïe Boudichtchi, dans le but de faire fuir sa garnison pour perturber l'avancée des Russes derrière. Ses hommes sont encerclés et Rehnskiöld, capturé par les dragons du régiment d'Arkhangelsk, remet son épée au maréchal Cheremetiev en personne,,,,. Les restes des régiments de dragons de Scanie et de cavalerie d'Östergötland ont un long chemin à parcourir pour rejoindre les troupes de réserve. Le prince Maximilien, légèrement blessé et qui a eu deux chevaux tués sous lui, est accompagné d'une centaine d'hommes, mais ils se trouvent sur le chemin de la cavalerie de Volkonsky et Skoropadsky, soit plus de 2 000 soldats. Maximilien tente d'organiser ses troupes pour un baroud d'honneur, mais elles sont pressées de tous les côtés au point de ne plus pouvoir bouger. Après une heure de résistance désespérée, le prince et ses hommes sont contraints à la reddition,.
Les Suédois en fuite se fraient un chemin hors des bois et dans les champs où ils se regroupent progressivement. Vers 11 h, Gyllenkrok, Lagercrona et d'autres officiers s'efforcent de rallier la cavalerie restante. La poursuite russe semble se calmer, mais trois escadrons russes ont contourné les cavaliers suédois et apparaissent derrière eux, près de Malyïe Boudichtchi, où ils prennent position près d'un petit pont dont les Suédois se servent pour bloquer le passage. Gyllenkrok et Lagercrona tentent d'envoyer les escadrons suédois contre les Russes, mais à la suite de malentendus et du manque d'officiers encore vivants, les cavaliers suédois continuent à fuir vers le sud. Les escadrons de Creutz avancent lentement dans la même direction afin de laisser aux retardataires une chance de les rejoindre,.
À midi, Pierre Ier ordonne à l'infanterie russe et aux dragons de Menchikov et Bauer de rentrer au camp principal. Le commandement russe ne souhaite pas voir ses troupes entraînées dans des escarmouches difficilement contrôlables dans la forêt de Malyïe Boudichtchi. Les unités russes ont déjà commencé à s'éparpiller en voulant pourchasser les fuyards, encadrer les prisonniers et piller les cadavres. Les troupes régulières russes s'alignent devant l'entrée du camp pour prier et Pierre Ier les passe en revue à cheval pour saluer leur bravoure au combat. Pendant ce temps, la poursuite est prise en charge par les dragons de Volkonsky, avec les cosaques et kalmouks de Skoropadsky, qui s'en prennent aux groupes isolés de traînards. Une fois les alentours de la forteresse de Poltava sécurisés, les dragons de Heinske participent également à ces opérations. Les Russes ne s'arrêtent qu'une fois arrivés au camp de Pouchkarivka, qui est bien fortifié et dispose d'une trentaine de canons. La découverte de la civière ensanglantée de Charles XII dans la forêt de Malyïe Boudichtchi amène le tsar et ses conseillers à croire le roi ennemi mort. La situation s'éclaircit au bout de quelques heures et ils engagent alors une poursuite à grande échelle. Golitsyne prend la tête d'un détachement à cheval comprenant sa division de la Garde et dix régiments de dragons de Bauer pour essayer de dépasser les Suédois, faire des prisonniers et rassembler des chevaux et des provisions. Menchikov arrive ensuite pour participer à la poursuite sous un feu nourri, tandis que certaines compagnies de grenadiers de la Garde restent pour assurer la protection du tsar,,.

## Pertes
Le nettoyage du champ de bataille commence le 29 juin, six officiers russes étant chargés de dénombrer les pertes. Du côté russe, elles s'élèvent à 4 635 hommes : 1 345 tués et 3 290 blessés,,,,,. Cela représente 4 à 6 % de morts et 10 à 16 % de blessés pour les unités de cavalerie, et 2 % de morts et 6 % de blessés pour l'infanterie. Ces pertes sont relativement faibles car les Russes se sont battus à partir de positions défensives et disposaient en abondance de munitions, de fusils et de canons qui ont infligé de lourdes pertes à l'armée suédoise principale. Les prisonniers de guerre suédois sont mis à contribution pour rassembler et enterrer tous les cadavres. Deux grandes fosses communes sont creusées à un peu plus de 500 mètres au sud-ouest du camp fortifié, à mi-chemin entre ses remparts et le système de redoutes, une pour les officiers et l'autre pour les simples soldats russes. Les Russes morts ont été rassemblés et transportés sur ce site, sur lequel un grand monticule est édifié qui est appelé par la suite à tort « tombe suédoise ».
La bataille de Poltava est l'affrontement le plus meurtrier de toute l'histoire militaire de la Suède. Les chiffres exacts varient selon les auteurs. L'état-major suédois dénombre 301 officiers tués et environ 6 600 sous-officiers tués ou mortellement blessés ; ces 6 900 hommes représentent le tiers des soldats suédois présents,,,,. En s'appuyant sur différentes sources, l'historien Bertil Wennerholm (sv) évalue les pertes suédoises entre 8 610 et 9 224 tués. Les sources russes dénombrent entre 8 000 et 10 000 adversaires tués, en comptant les Cosaques, Valaques et Zaporogues morts dans les environs de Poltava et durant la retraite vers le sud,. Les cadavres sont particulièrement nombreux aux endroits où se sont déroulés les combats les plus intenses : il s'en trouve plus d'un millier sur une surface d'environ 250 m2 autour de la troisième redoute. Tous les régiments suédois ont subi de lourdes pertes et certains sont quasiment anéantis : les régiments de Skaraborg, Uppland et Västmanland auraient perdu entre 97 et 98 % de leurs effectifs.
En ajoutant les prisonniers (environ 2 800 selon l'état-major, entre 2 874 et 2 977 selon Wennerholm), les pertes suédoises totales s'élèvent à 9 700 hommes, soit un taux de perte de 49 %, un soldat sur deux,,,,. Parmi les prisonniers de haut rang se trouvent le maréchal Rehnskiöld, le prince Maximilien, les généraux de division Hamilton, Roos, Schlippenbach et Stackelberg, et les colonels Appelgren, Fock, Gyllenstierna, Horn et Taube. Le chancelier Carl Piper, le prédicateur Nordberg, le chancelier Joachim von Dittmer et le secrétaire Joachim von Düben se sont rendus au commandant Kelin après s'être égarés sur le champ de bataille,. Ces prisonniers sont conduits à Moscou à l'automne 1709 pour être présentés lors du triomphe organisé par le tsar le 23 décembre pour célébrer sa victoire à Poltava. Ils sont ensuite condamnés aux travaux forcés dans divers villages et villes de Russie. Rehnskiöld et Piper, qui ont pu rester à Moscou, mettent sur pied un bureau pour s'occuper d'eux et représenter leurs intérêts,,.

## La bataille
En juillet 1709, Charles dispose d'environ 27 000 hommes tandis que les forces de Pierre le Grand comptent 45 000 hommes. Charles XII, blessé pendant le siège, a dû céder le commandement au maréchal Carl Gustaf Rehnskiöld et au général Adam Ludwig Lewenhaupt. Les deux hommes ne s'entendent pas et leurs subordonnés ne sont pas au courant du changement de commandement, causant une forte désorganisation durant la bataille. Les troupes cosaques ne participeront pas à la bataille.
La bataille commence le 8 juillet avant l'aube. Les Suédois avancent vers les positions fortifiées des Russes et parviennent à enlever les premières redoutes sans rencontrer de résistance. Mais à la suite d'une erreur de commandement les 2 500 hommes du général Roos (en) se retrouvent isolés dans les lignes russes et doivent se rendre après avoir épuisé leurs munitions.
Peu après, les 25 000 hommes de l'infanterie russe sortent de leurs retranchements et forment deux lignes soutenues par l'artillerie qui font face aux 4 000 hommes du commandant Lewenhaupt. Celui-ci donne l'ordre à ses troupes de passer à l'attaque. L'infanterie suédoise parvient à faire reculer l'infanterie russe malgré des pertes sévères. Mais la ligne suédoise, faute d'effectifs, est trop courte et est prise à revers sur sa gauche par la cavalerie russe qui la désorganise complètement et encercle plusieurs régiments suédois. Les tentatives de la cavalerie suédoise de repousser les assaillants échouent et les Suédois ne peuvent échapper que par petits groupes.
À 11 heures, Charles XII donne l'ordre de la retraite et se retire vers le sud avec une partie des forces restantes. Le général Lewenhaupt, qui a réussi à s'échapper avec le reste des troupes suédoises et des éléments cosaques, se dirige vers le Dniepr. Mais il est poursuivi par les troupes russes et doit se rendre trois jours plus tard. Le maréchal Rehnskiöld est fait prisonnier.

## Les conséquences
Environ 3 000 soldats suédois sont faits prisonniers et affectés à la construction de Saint-Pétersbourg. Beaucoup périront d'épuisement.
Charles XII et 1 500 hommes parviennent à se réfugier en Moldavie, alors partie de l'Empire ottoman, allié de la Suède. Mais c'est seulement après un séjour de cinq ans de semi-liberté que Charles XII est autorisé à revenir en Suède, peu de temps avant de mourir (1718).
En Pologne, Auguste II reprend sa place dès 1709 sur le trône tandis que Stanislas Leszczynski doit s'exiler. L'influence russe devient prédominante dans ce pays.

## Célébration
Le 26 juin 1909, le 200e anniversaire de la bataille de Poltava a commencé avec la construction du pont Bolcheokhtinski sur la Neva à Saint-Pétersbourg la Rotonde à l'amitié entre les peuples de Poltava.